# Liste der Kirchen in Malta

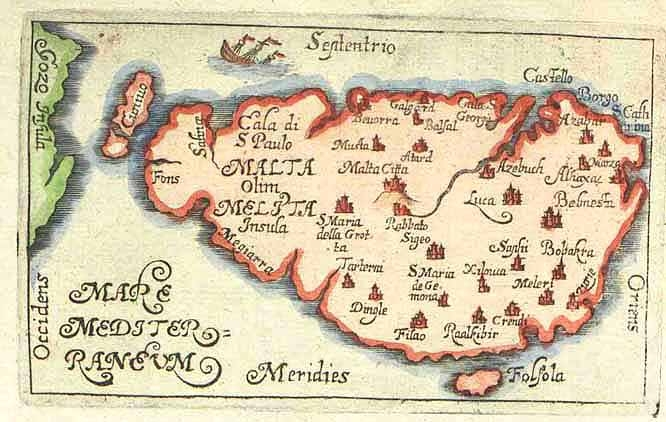
Die Karte aus dem 17. Jahrhundert zeigt bereits die Bedeutung der kirchlichen Institution
für die kleine Insel.

Die Liste der Kirchen in Malta enthält die Sakralbauten der Republik Malta aus allen Ortschaften einschließlich der Hauptstadt Valletta. Die Übersicht ist alphabetisch nach den Städten und/oder Gemeinden entsprechend den maltesischen Ortsnamen vorsortiert. Die Kirchen sind mit ihren englischen Namen angegeben, in der gleichen Spalte befinden sich, falls bekannt, die maltesischen Namen. Weitere Details samt einem Foto des Bauwerks komplettieren die Tabelle.

## Einleitung
Im Jahre 2016 wurden in der gesamten Republik 359 katholische Kirchen und Kapellen gezählt, davon eine Kathedrale und zwei Konkathedralen. Andere Quellen geben sogar mehr als 400 Kirchen und Kapellen an. Scherzhaft heißt es bei den Maltesern: „Für jeden Tag des Jahres haben wir eine Kirche“. Bei einer Einwohnerzahl von rund 430.000 Menschen (Stand 2014), gibt es also ungefähr ein Kirchengebäude je 1200 Einwohner.
Im Jahr 60 nach Christus wurden die damaligen Einwohner der Inseln zum Christentum bekehrt. Der Katholizismus ist inzwischen Staatsreligion, ihm gehören rund 98 Prozent der Malteser an, deshalb sind die meisten Gotteshäuser dieser Religion zugehörig.
Die katholische Kirche des Landes gliedert sich in zwei Diözesen: eine umfasst die Hauptinsel Malta mit 313 katholischen Kirchen, der zweiten unterstehen 46 katholische Kirchen auf der Insel Gozo.
Darüber hinaus gibt es in Malta eine Moschee, eine Synagoge, einen Hindu-Tempel (in Raħal Ġdid (Paola)) und eine evangelisch-lutherische Kirche, die zur EKD gehört und die Kapelle der St Andrew’s Church in Valletta nutzt.
Weitere Gebetshäuser betreiben die Religionsgemeinschaften der Schottischen, Griechisch-Orthodoxen und Englischen Kirche.
Jede Ortschaft auf den maltesischen Inseln verfügt über mindestens eine Pfarrkirche. Die meisten Gotteshäuser entstanden im 19. und 20. Jahrhundert.
Aus kulturtouristischer Sicht ist zu beachten, dass viele Kirchengebäude verschlossen bzw. nur sehr begrenzt zu den Messen oder kurzen Besuchszeiten geöffnet sind, meist vormittags.

## Liste
(nach Orten alphabetisch vorsortiert,
 ohne die Vorsätze Il-, In-, Ir-, Is-, Ix-, Iż; Ħ, Ħal, Ħad, Ħaż; L, Ta', Tal, Tas.)
| - Stadt: zuerst der maltesische Name, darunter ggf. der in der deutschsprachigen Wikipedia gebräuchliche - Status: 1 = Kathedrale, 2 = Konkathedrale/Pro-Kathedrale, 3 = Basilika, 4 = Stiftskirche/Klosterkirche, 5 = Pfarrkirche, 6 = Kapelle, 7 bis 9 = sonstige (konkret angegeben) - Widmung: welchem Heiligen oder welchem/r Kirchenpatron/in geweiht - Adresse | - Konfession: röm.-kath. (r.-k.), ev., orth., jüd., andere - Name der Kirche, ggf. maltesischer Name - Jahr: Baujahr (wann eingeweiht) - Baumeister oder Architekt - Bemerkungen: weitere Informationen - Foto: Vorschaubild |

### Insel Malta
| Stadt                 | Status     | Patrozinium                                        | Adresse                                                              | Konfession                                            | Name der Kirche                                                                        | Jahr                                                                 | Baumeister                   | Bemerkungen Foto |
| --------------------- | ---------- | -------------------------------------------------- | -------------------------------------------------------------------- | ----------------------------------------------------- | -------------------------------------------------------------------------------------- | -------------------------------------------------------------------- | ---------------------------- | --- |
| Ħ'Attard              | 5          | Mariä Himmelfahrt                                  | Main Street (Triq il-Kbira)                                          | röm.-kath.                                            | Pfarrkirche St. Marien                                                                 | 1613                                                                 | Tommaso Dingli (1591–1661)   | Sie gilt wegen ihres aufwändigen Skulpturenschmucks als eines der schönsten Renaissancegebäude Maltas. |
| Ħ'Attard              | 6          | Katharina von Alexandrien                          | Pitkali Street (Triq il-Pitkali)                                     | röm.-kath.                                            | St. Catherine                                                                          | 1959                                                                 |                              | |
| Ħ'Attard              | 6          | Antonius von Padua                                 | In San Anton Palace                                                  | röm.-kath.                                            | The Russian Chapel                                                                     |                                                                      |                              | Anfangs Kirche von England, dann Russisch-Orthodoxe Kirche, jetzt römisch-katholisch |
| Ħ'Attard              | 6          | Unsere Liebe Frau auf dem Pfeiler                  | In San Anton Palace                                                  | röm.-kath.                                            |                                                                                        |                                                                      |                              | |
| Ħ'Attard              | 9          | Apostel Paulus                                     | St Paul’s Street (Triq San Pawl)                                     | röm.-kath.                                            |                                                                                        |                                                                      |                              | |
| Ħ'Attard              | 9          | Heilige Anna                                       | St Anne’s Square (Pjazza Sant’ Anna)                                 | röm.-kath.                                            |                                                                                        |                                                                      |                              | |
| Ħ'Attard              | 9          | Unsere Liebe Frau auf dem Berge Karmel             | Im Mount Carmel Hospital                                             | r.-k.                                                 | Church of Our Lady of the Mount Carmel                                                 |                                                                      |                              | |
| Ħ'Attard              | 9          | Unsere Liebe Frau von Loreto                       | The Malta Aviation Museum, Ta’ Qali                                  | r.-k.                                                 |                                                                                        |                                                                      |                              | |
| Ħ'Attard              | 9          | Mariä Geburt                                       | Imdina Road (Triq l-Imdina)                                          | r.-k.                                                 |                                                                                        |                                                                      |                              | |
| Ħ'Attard              | –          | St. Anard                                          |                                                                      | r.k.                                                  | St. Anard                                                                              | 1575                                                                 |                              | Wurde vor einigen Jahren ummauert und ist nun Teil eines Hauses. |
| Ħal Balzan            | 5          | Verkündigung des Herrn                             | Three Churches Street (Triq it-Tlett Knejjes)                        | r.-k.                                                 | Kirche Mariä Verkündigung                                                              | 1669                                                                 |                              | |
| Ħal Balzan            | 5          | Mariä Himmelfahrt                                  | Main Street (Triq il-Kbira)                                          | r.-k.                                                 |                                                                                        | 1675                                                                 |                              | |
| Ħal Balzan            | 5          | Franciscan Missionaries of Mary                    | St Francis Street (Triq San Frangisk)                                | r.-k.                                                 |                                                                                        |                                                                      |                              | |
| Ħal Balzan            | 5          | Guter Hirte                                        | Idmedja Street (Triq Idmedja)                                        | r.-k.                                                 |                                                                                        | 1898                                                                 | V. Busuttill                 | |
| Ħal Balzan            | 6          | Heiliges Kreuz                                     | Balzan Valley Street (Triq il-Wied ta' Balzan)                       | r.-k.                                                 | Friedhofskapelle zum Heiligen Kreuz                                                    |                                                                      |                              | |
| Ħal Balzan            | 5          | Sankt Rochus                                       | Three Churches Street (Triq it-Tlett Knejjes)                        | r.-k.                                                 |                                                                                        |                                                                      |                              | |
| Ħal Balzan            | 5          | Sisters of Charity                                 | Birbal Street (Triq Birbal)                                          | r.-k.                                                 |                                                                                        |                                                                      |                              | |
| Ħal Balzan            | 5          | Verkündigung des Herrn                             | Dmejda Street (Triq l-Idmejda)                                       | r.-k.                                                 |                                                                                        | 1603 (ca.)                                                           |                              | Bis 1655 war es eine Pfarrkirche. |
| Il-Birgu (Vittoriosa) | 4          | Laurentius von Rom                                 | Charity Street (Triq il-Karità)                                      | r.-k.                                                 | St. Lawrence's Church, Vittoriosa                                                      |                                                                      |                              | |
| Il-Birgu (Vittoriosa) | 9          | Philipp Neri                                       | St Philip Street (Triq San Filippu)                                  | r.-k.                                                 |                                                                                        |                                                                      |                              | |
| Il-Birgu (Vittoriosa) | 9          | Heiligstes Herz Jesu Tal-Ħawli                     | Sacred Heart Street (Triq il-Qalb ta' Gesu')                         | r.-k.                                                 |                                                                                        |                                                                      |                              | |
| Il-Birgu (Vittoriosa) | 9          | St. Anna                                           | St Scholastica Street (Triq Santa Skolastika) im Fort St. Angelo     | r.-k.                                                 |                                                                                        |                                                                      |                              | |
| Il-Birgu (Vittoriosa) | 9          | Verkündigung des Herrn                             | Main Arch Street (Triq il-Mina l-Kbira)                              | r.-k.                                                 |                                                                                        |                                                                      |                              | |
| Il-Birgu (Vittoriosa) | 9          | Heiliges Kreuz                                     | Victory Square (Misrah ir-Rebha)                                     | r.-k.                                                 |                                                                                        |                                                                      |                              | |
| Il-Birgu (Vittoriosa) | 9          | Hl. Dreifaltigkeit                                 | Old Prison Street (Triq il-Ħabs l-Antik)                             | r.-k.                                                 |                                                                                        |                                                                      |                              | |
| Il-Birgu (Vittoriosa) | 9          | Mariä Geburt                                       | Fort St. Angelo                                                      | r.-k.                                                 |                                                                                        |                                                                      |                              | |
| Il-Birgu (Vittoriosa) | 9          | Our Lady of Damascus Tal-Griegi                    | Oratory of St Joseph                                                 | r.-k.                                                 |                                                                                        |                                                                      |                              | |
| Il-Birgu (Vittoriosa) | 9          | Unsere Liebe Frau auf dem Berge Karmel             | St Lawrence Street (Triq San Lawrenz)                                | r.-k.                                                 | Kirche Unsere Liebe Frau auf dem Berge Karmel                                          |                                                                      |                              | |
| Birkirkara            | 4          | St. Helena                                         | Sanctuary Street (Triq is-Santwarju)                                 | r.-k.                                                 | St Helen’s Basilica                                                                    | 1745                                                                 | Domenico Cachia              | Pfarrkirche; seit 1950 Basilika |
| Birkirkara            | 5          | Unsere Liebe Frau auf dem Berge Karmel             | Fleur-de-Lys area                                                    | r.-k.                                                 | Church of Our Lady of the mount Carmel                                                 |                                                                      |                              | |
| Birkirkara            | 5          | Josef der Arbeiter                                 | Bwieraq Street (Triq il-Bwieraq)                                     | r.-k.                                                 | St. Josef-Kirche                                                                       |                                                                      |                              | |
| Birkirkara            | 5          | Mariä Himmelfahrt                                  | E.B. Vella Street (Triq E.B. Vella)                                  | r.-k.                                                 | Parish Church of St. Mary, Birkirkara                                                  |                                                                      |                              | |
| Birkirkara            | 5          | St. George Preca                                   | Swatar                                                               | r.-k.                                                 |                                                                                        |                                                                      |                              | |
| Birkirkara            | 6          | Blessed Nazju Falzon                               | Dun Gejtanu Mannarino Street (Triq Dun Gejtanu Mannarino)            | r.-k.                                                 | Blessed Nazju Falzon Chapel                                                            |                                                                      |                              | |
| Birkirkara            | 7          | Hl. Thérèse von Lisieux                            | Valley Road (Triq il-Wied)                                           | r.-k.                                                 |                                                                                        |                                                                      |                              | |
| Birkirkara            | 7          | Our Lady of Tal-Ħerba                              | Nazju Falzon, Ħerba Street (Triq Tal-Ħerba)                          | r.-k.                                                 |                                                                                        |                                                                      |                              | Heiligtum |
| Birkirkara            | 7          |                                                    | Mannarino Street (Triq Mannarino)                                    | Siebenten-Tags-Adventisten                            |                                                                                        |                                                                      |                              | |
| Birkirkara            | 9          | Christus Sacerdos                                  | Anglu Grima Street (Triq Anglu Grima)                                | r.-k.                                                 |                                                                                        |                                                                      |                              | |
| Birkirkara            | 9          | Mariä Geburt (Our Lady of Victory)                 | Victory Street (Triq il-Vitorja), Ħas-Sajjied                        | r.-k.                                                 |                                                                                        |                                                                      |                              | |
| Birkirkara            | 9          | Apostel Paulus                                     | Valley Road (Triq il-Wied)                                           | r.-k.                                                 |                                                                                        |                                                                      |                              | |
| Birkirkara            | 9          | Heiligstes Herz Jesu                               | St. Aloysius Square (Misraħ San Alwiġi)                              | r.-k.                                                 | St. Aloysius                                                                           |                                                                      |                              | |
| Birkirkara            | 9          | Antonius von Padua & Hl. Katharina von Alexandrien | Triq il-Kbira                                                        | r.-k.                                                 |                                                                                        |                                                                      |                              | |
| Birkirkara            | 9          | Hl. Alfons von Liguori                             | Valley Road (Triq il-Wied)                                           | r.-k.                                                 |                                                                                        |                                                                      |                              | |
| Birkirkara            | 5          | Maria, Hilfe der Christen                          | St Julian Street (Triq San Ġiljan)                                   | r.-k.                                                 |                                                                                        |                                                                      |                              | |
| Birkirkara            | 9          | Franz von Assisi                                   | Msida Road (Triq L-Imsida)                                           | r.-k.                                                 |                                                                                        |                                                                      |                              | |
| Birkirkara            | 9          | Hl. Monika                                         | 1 May Street (Triq l-Ewwel ta' Mejju)                                | r.-k.                                                 |                                                                                        |                                                                      |                              | |
| Birkirkara            | 9          | St. Rochus                                         | St Roch Street (Triq Santu Rokku)                                    | r.-k.                                                 |                                                                                        | 1593                                                                 |                              | |
| Birżebbuġa            | 5          | St Peter in Ketten                                 | Church Square (Misraħ il-Knisja)                                     | r.-k.                                                 | St. Peter in Ketten                                                                    |                                                                      |                              | |
| Birżebbuġa            | 9          | Mater Dolorosa                                     | Church Street (Triq il-Knisja)                                       | r.-k.                                                 |                                                                                        |                                                                      |                              | |
| Birżebbuġa            | 9          | St. Georg                                          | Alfons Maria Galea Street (Triq Alfons Maria Galea)                  | r.-k.                                                 | St George’s Chapel, Birżebbuġa                                                         |                                                                      |                              | |
| Birżebbuġa            | 9          | Guter Hirte                                        | St John Street (Triq San Ġwann)                                      | r.-k.                                                 |                                                                                        |                                                                      |                              | |
| Birżebbuġa            | 9          | Heilige Familie                                    | Żurrieq Road (Triq iż-Żurrieq)                                       | r.-k.                                                 |                                                                                        |                                                                      |                              | |
| Birżebbuġa            | 9          | Maria, Hilfe der Christen                          | S Cachia Zammit Street (Triq S Cachia Zammit)                        | r.-k.                                                 |                                                                                        |                                                                      |                              | |
| Birżebbuġa            | 9          | Josef von Nazaret                                  | S Cachia Zammit Street (Triq S Cachia Zammit)                        | r.-k.                                                 |                                                                                        |                                                                      |                              | |
| Birżebbuġa            | 9          | Unbefleckte Empfängnis                             | Kuncizzjoni Street (Triq il-Kuncizzjoni) Bengħajsa                   | r.-k.                                                 |                                                                                        |                                                                      |                              | |
| Bormla (Cospicua)     | 5          | Unbefleckte Empfängnis                             | Bull Street (Triq il-Gendus)                                         | röm.-kath.                                            | Collegiate Church of the Immaculate Conception, Bormla                                 |                                                                      |                              | |
| Bormla (Cospicua)     | 9          | Missionaries of Charity                            | 135, Triq San Pawl, Bormla BML 1920                                  | röm.-kath.                                            |                                                                                        |                                                                      |                              | |
| Bormla (Cospicua)     | 6          | St. Margareta                                      | Cospicua Square (Pjazza Bormla)                                      | röm.-kath.                                            |                                                                                        |                                                                      |                              | |
| Bormla (Cospicua)     | 9          | Apostel Paulus                                     | St Paul Street (Triq San Pawl)                                       | röm.-kath.                                            |                                                                                        |                                                                      |                              | |
| Bormla (Cospicua)     | 9          | Hl. Teresa von Ávila                               | St. Theresa Street (Triq Santa Tereża)                               | röm.-kath.                                            |                                                                                        |                                                                      |                              | |
| Bormla (Cospicua)     | 9          | St. Thomas                                         | St Nicholas Street (Triq San Nikola)                                 | röm.-kath.                                            |                                                                                        |                                                                      |                              | |
| Bormla (Cospicua)     | 9          | Johannes der Almosengeber                          | San Gwann t'Ghuxa Street (Triq San Gwann t'Ghuxa)                    | röm.-kath.                                            |                                                                                        |                                                                      |                              | |
| Bormla (Cospicua)     | 9          | St. Joseph                                         | St George Street (Triq San Ġorġ)                                     | röm.-kath.                                            |                                                                                        |                                                                      |                              | |
| Bormla (Cospicua)     | 9          | Our Lady of Fátima                                 | Wigi Rosato Street (Triq Wigi Rosato)                                | röm.-kath.                                            |                                                                                        |                                                                      |                              | |
| Bormla (Cospicua)     | 9          | Heiliges Kreuz                                     | Oratory Street (Triq l-Oratorju)                                     | röm.-kath.                                            |                                                                                        |                                                                      |                              | |
| Ħad-Dingli            | 5          | Mariä Himmelfahrt                                  | Parish Street (Triq il-Parroċċa)                                     | r.-k.                                                 |                                                                                        |                                                                      |                              | |
| Ħad-Dingli            | 6          | Maria Magdalena                                    | Panoramika Street (Triq Panoramika)                                  | r.-k.                                                 | Kapelle St. Maria-Magdalena                                                            |                                                                      |                              | Eine erste Kapelle an dieser Stelle wurde im 15. Jh. erwähnt. Mitte des 16. Jh. erhielt sie ihren heutigen Namen nach der hl. Maria Magdalena. Gemäß einem Bericht des Inquisitors Petrus Dusina von 1575 war das kleine Gotteshaus zu dieser Zeit nur noch eine Ruine. Der Neubau erfolgte im 17. Jh., unter Bischof Balaguer wurde es restauriert. Die Ausstattung ist schlicht: in dem einzigen Raum befindet sich ein steinerner Altar, der mit einem Bildnis des auferstandenen Christus geschmückt ist, der vor Maria Magdalena erscheint. Ein rundes Fenster über dem Eingang lässt bei geschlossener Tür ausreichend Tageslicht einfallen. Das Innere wurde im Jahr 2016 umfassend renoviert, wobei das Bild ausgelagert war. |
| Ħad-Dingli            | 5          | St. Dominikus                                      | Ghajn Street (Triq il-Ghajn)                                         | r.-k.                                                 |                                                                                        |                                                                      |                              | |
| Il-Fgura              | 5          | Unsere Liebe Frau auf dem Berge Karmel             | Hompesch Road (Triq Hompesch)                                        | r.-k.                                                 | Parish Church of Our Lady of Mount Carmel (Fgura)                                      | 1988                                                                 |                              | seit 2011 Kulturdenkmal |
| Il-Furjana (Floriana) | 9          | Heiliges Kreuz                                     | F. S. Fenech Street (Triq F. S. Fenech)                              | r.-k.                                                 |                                                                                        |                                                                      |                              | |
| Il-Furjana (Floriana) | 9          | Our Lady of Lourdes                                | F. S. Fenech Street (Triq F. S. Fenech)                              | r.-k.                                                 |                                                                                        |                                                                      |                              | |
| Il-Furjana (Floriana) | 9          | Our Lady of Manresa                                | In Archbishop’s Curia                                                | r.-k.                                                 |                                                                                        |                                                                      |                              | |
| Il-Furjana (Floriana) | 9          | Unbefleckte Empfängnis (Sarria)                    | Sarria Street (Triq Sarria)                                          | r.-k.                                                 | Sarria Church                                                                          |                                                                      |                              | |
| Il-Furjana (Floriana) | 9          | Wesleyanische Methodisten                          | Sarria Street (Triq Sarria)                                          | früher Methodist Church of Great Britain              | Robert Sammut Hall                                                                     |                                                                      |                              | |
| Il-Furjana (Floriana) | 9          | Flucht nach Ägypten                                | Valletta Waterfront                                                  | r.-k.                                                 | Church of the Flight into Egypt, Floriana                                              |                                                                      |                              | |
| Il-Furjana (Floriana) | 5          | St. Publius                                        | St Publius Square (Pjazza San Publju)                                | r.-k.                                                 | Parish Church of St. Publius                                                           | 1733                                                                 |                              | Letzter bedeutender Kirchenbau des Malteserordens; nach der Zerstörung im Zweiten Weltkrieg nach alten Plänen wieder aufgebaut |
| Ħal Għargħur          | 9          | Mariä Himmelfahrt (Taż-Żellieqa)                   | Madliena Street (Triq il-Madliena)                                   | r.-k.                                                 |                                                                                        |                                                                      |                              | |
| Ħal Għargħur          | 9          | St. Nikolaus                                       | St Nicholas Street (Triq San Nikola)                                 | r.-k.                                                 |                                                                                        |                                                                      |                              | |
| Ħal Għargħur          | 9          | Johannes der Täufer                                | St John Street (Triq San Ġwann)                                      | r.-k.                                                 |                                                                                        |                                                                      |                              | |
| Ħal Għargħur          | 9          | Mariä Himmelfahrt                                  | Magħtab                                                              | r.-k.                                                 |                                                                                        |                                                                      |                              | |
| Ħal Għargħur          | 9          | Mariä Himmelfahrt (Ta’ Bernarda)                   | Triq il-Kbira                                                        | r.-k.                                                 |                                                                                        |                                                                      |                              | |
| Ħal Għargħur          | 5          | St. Bartholomäus                                   | Ferdinand Street (Triq Ferdinand)                                    | r.-k.                                                 | Church of St Bartholomew, Għargħur                                                     |                                                                      |                              | |
| Ħal Għargħur          | 9          | Our Lady of Angles                                 | Xambekk Road (Triq ix-Xambekk) Baħar iċ-Ċagħaq                       | r.-k.                                                 |                                                                                        |                                                                      |                              | |
| Ħal Għargħur          | 9          | Evangelist Johannes                                | Triq il-Wirt Naturali Baħar iċ-Ċagħaq                                | r.-k.                                                 |                                                                                        |                                                                      |                              | |
| Ħal Għargħur          | 9          | St. Peter                                          | Coast road (Triq il-Kosta) Baħar iċ-Ċagħaq                           | r.-k.                                                 |                                                                                        |                                                                      |                              | |
| Ħal Għaxaq            | 9          | Christus der Erlöser                               | Triq il-Belt Valletta                                                | r.-k.                                                 |                                                                                        |                                                                      |                              | |
| Ħal Għaxaq            | 9          | St. Philipp Neri                                   | St Philip Street (Triq San Filippu)                                  | r.-k.                                                 |                                                                                        |                                                                      |                              | |
| Ħal Għaxaq            | 5          | Mariä Himmelfahrt                                  | Labour Avenue (Vjal il-Labour)                                       | r.-k.                                                 |                                                                                        |                                                                      |                              | |
| Ħal Għaxaq            | 9          | St. Lucia                                          | Tal-Barrani                                                          | r.-k.                                                 |                                                                                        |                                                                      |                              | |
| Il-Gudja              | 5          | Mariä Himmelfahrt                                  | Chaplin Street (Triq il-Kappillan)                                   | r.-k.                                                 |                                                                                        |                                                                      |                              | |
| Il-Gudja              | 5          | Mariä Himmelfahrt                                  | St Mary Street (Triq Santa Marija)                                   | r.-k.                                                 | Santa Marija ta’ Bir Miftuħ (St Mary’s Chapel)                                         | 1430                                                                 |                              | |
| Il-Gudja              | 5          | Verkündigung des Herrn                             | St Mary Street (Triq Santa Marija)                                   | r.-k.                                                 |                                                                                        |                                                                      |                              | |
| Il-Gudja              | 4          | Unsere Liebe Frau von Loreto                       | Ħal Far Road (Triq Ħal Far)                                          | r.-k.                                                 | Church of Our Lady of Loreto                                                           |                                                                      |                              | |
| Il-Gudja              | 5          | Katharina von Alexandrien                          | Raymond Caruana Street (Triq Raymond Caruana)                        | r.-k.                                                 |                                                                                        |                                                                      |                              | |
| Il-Gżira              | 5          | Bible Baptists                                     | Madonna tal-Ġebla Street, Kappara                                    | Bible Baptist Church                                  |                                                                                        |                                                                      |                              | |
| Il-Gżira              | 5          | Antonius von Padua                                 | Manoel Island                                                        | r.-k.                                                 |                                                                                        |                                                                      |                              | |
| Il-Gżira              | 5          | Christus der Erlöser                               | St Albert Street (Triq San Albert)                                   | r.-k.                                                 |                                                                                        |                                                                      |                              | |
| Il-Gżira              | 5          | Stella maris Our Lady of Carmel                    | St Albert Street (Triq San Albert)                                   | r.-k.                                                 |                                                                                        |                                                                      |                              | |
| Il-Gżira              | 5          | Unsere Liebe Frau vom Berge Karmel                 | Manoel De Vilhena Street (Triq Manwel De Vilhena)                    | r.-k.                                                 |                                                                                        |                                                                      |                              | |
| Il-Ħamrun             | 5          | Unbefleckte Empfängnis                             | Manoel Magri Street (Triq Manwel Magri)                              | r.-k.                                                 | Church of the Immaculate Conception                                                    | 1880 (um)                                                            |                              | Der Innenraum wurde von Emvin Cremona ausgemalt. Das Standbild des Heiligen wurde von Carlo Darmanin geschaffen. Neugotik |
| Il-Ħamrun             | 5          | St. Kajetan                                        | St. Joseph High Street (Triq il-Kbira San Ġużepp)                    | r.-k.                                                 | St. Kajetan                                                                            |                                                                      |                              | |
| Il-Ħamrun             | 9          | Mater Dolorosa                                     | Abela Scolaro Street (Triq Abela Scolaro)                            | r.-k.                                                 |                                                                                        |                                                                      |                              | |
| Il-Ħamrun             | 9          | Our Lady of Tas-Samra                              | Triq Atocja                                                          | r.-k.                                                 | Our Lady of Atocja Chapel                                                              |                                                                      |                              | mit dem Bild der Tas-Samra aus dem frühen 17. Jahrhundert |
| Il-Ħamrun             | 9          | Franz von Assisi                                   | Villambrosa Street (Triq Villambrosa)                                | r.-k.                                                 | St Francis from Assisi                                                                 | 1955 (Weihe)                                                         |                              | |
| Il-Ħamrun             | 9          | Unsere Liebe Frau von der Wundertätigen Medaille   | St Joseph Street (Triq San Ġużepp)                                   | r.-k.                                                 | Our Lady of Miraculous Medal Church                                                    |                                                                      |                              | Das Gotteshaus besitzt eine Krypta, in welcher San Gorg Preta aufgebahrt ist, Gründer der Society of Christian Doctrine. |
| Il-Ħamrun             | 9          | Our Lady of Fair Havens                            | St Joseph Street (Triq San Ġużepp)                                   | r.-k.                                                 | Our Lady of Fair Havens                                                                |                                                                      |                              | |
| Il-Ħamrun             | 9          | Little Sisters of the Poor                         | Fra Diego Square (Pjazza Fra Diego)                                  | r.-k.                                                 | Die kleinen Schwestern des Armen                                                       |                                                                      |                              | |
| Hamrun                | 6          | Ta' Santu Nuzzo                                    |                                                                      | r.k.                                                  | Immaculate Conception lvo Church                                                       | 1736                                                                 |                              | Das schmale barocke Kirchengebäude ist in die Straßenfront integriert. Der Turm ist niedrig und als Laterne ausgebildet. Die Kapelle dient vor allem der Anbetung der heiligen Eucharistie. |
| L-Iklin               | 5          | Heilige Familie                                    | Ninu Cremona Square (Pjazza Ninu Cremona)                            | r.-k.                                                 | Church of the Sacred Family                                                            |                                                                      |                              | |
| L-Iklin               | 9          | St. Michael                                        | St Michael Street (Triq San Mikiel)                                  | r.-k.                                                 | Erzengel-Michael-Kirche                                                                | 1615                                                                 |                              | |
| L-Imdina Mdina        | 1          | Apostel Paulus                                     | St Paul Square (Pjazza San Pawl)                                     | r.-k.                                                 | Kathedrale St. Paul (Mdina)                                                            | 1702                                                                 | Lorenzo Gafà                 | Prächtig ausgestalteter dreischiffiger Innenraum. Der Boden ist mit farbigen Marmorgrabplatten ausgelegt, die Deckengewölbe zieren sizilianische Malereien. Südlich der Kathedrale befindet sich das Kathedralmuseum, unter anderem mit einer Sammlung von Kupferstichen und Holzschnitten Albrecht Dürers. An dieser Stelle soll das Wohnhaus von Bischof Publius gestanden haben. |
| L-Imdina              | 6          | St. Peter                                          | Villegaignon Street (Triq Villegaignon)                              | r.-k.                                                 | Kirche St. Petrus Monsateru ta' San Pietru                                             |                                                                      |                              | Klosterkirche; in die Baufront integriertes Portal, über dem sich ein Bildnis des Kirchenpatrons befindet |
| L-Imdina              | 6          | St. Agatha                                         | Villegaignon Street (Triq il-Villegaignon)                           | r.-k.                                                 | St Agatha's chapel, Mdina                                                              | 1. Mai 1410                                                          |                              | Die im Jahr 1410 eingeweihte Kapelle wurde bei einem Erdbeben im Jahr 1693 zerstört. Nach Plänen und unter Leitung des Architekten Lorenzo Gafà wurde sie im Folgejahr wieder aufgebaut und am 26. Juni 1695 durch Bischof David Palmier konsekriert. Während des Zweiten Weltkriegs diente die Kapelle als Notunterkunft. Die Mdina Kulturgesellschaft restaurierte das historische Haus 1995–1997. |
| L-Imdina              | 9          | Verkündigung des Herrn                             | Villegaignon Street (Triq Villegaignon)                              | r.-k.                                                 | Church of Our Lady of Monte Carmel                                                     |                                                                      |                              | |
| L-Imdina              | 9          | St. Nikolaus                                       | St Nicholas Street (Triq San Nikola)                                 | r.-k.                                                 | St.-Nikolai-Kirche (Mdina)                                                             |                                                                      |                              | |
| L-Imdina              | 9          | St. Peter in Ketten                                | St Peter Street (Triq San Pietru)                                    | r.-k.                                                 | St. Petrus in Ketten                                                                   |                                                                      |                              | |
| L-Imdina              | 9          | St. Rochus Our Lady of Light                       | Villegaignon Street (Triq il-Villegaignon)                           | r.-k.                                                 | Santu Rokku                                                                            |                                                                      |                              | |
| L-Imdina              | 9          | Mariä Heimsuchung                                  | Inguanez Street (Triq Inguanez)                                      | r.-k.                                                 |                                                                                        |                                                                      |                              | |
| L-Imġarr              | 5          | Mariä Himmelfahrt                                  | Dun Edgar Street (Triq Il-Kbira)                                     | r.-k.                                                 |                                                                                        |                                                                      |                              | Ein Kuppelbau mit einem Eingangsbereich, der tempelartig gestaltet ist. Darüber erheben sich zwei gleich hohe Kirchtürme. Besitzt eine Trompe-l’œil-Kirchenuhr, welche so gemalt ist, dass die Zeiger immer auf zwei Minuten vor Mitternacht stehen, damit es keine Stunde des Teufels gibt. |
| L-Imġarr              | 9          | St. Anna                                           | Żebbiegħ Square (Misraħ iż-Żebbiegħ) Żebbiegħ                        | r.-k.                                                 |                                                                                        |                                                                      |                              | |
| L-Imġarr              | 9          | Madonna Hodegetria                                 | Triq San Pawl tal-Qliegħa Binġemma                                   | r.-k.                                                 |                                                                                        |                                                                      |                              | |
| L-Imġarr              | 6          | Lourdes Home                                       | Triq Lourdes                                                         | r.-k.                                                 | Kapelle der Dominikaner Sorijiet Dumnikani                                             |                                                                      |                              | |
| L-Imqabba             | 5          | Mariä Himmelfahrt                                  | Church Square (Misraħ il-Knisja)                                     |                                                       | r.-k.                                                                                  |                                                                      |                              | |
| L-Imqabba             | 5          | St. Basilius                                       | St Basil Street (Triq San Bazilju)                                   | r.-k.                                                 | Chapel of St Basil, Mqabba                                                             |                                                                      |                              | |
| L-Imqabba             | 5          | Katharina von Alexandrien                          | St Catherine Street (Triq Santa Katarina)                            | r.-k.                                                 |                                                                                        |                                                                      |                              | |
| L-Imqabba             | 5          | St. Michael                                        | St Basil Street (Triq San Bazilju)                                   | r.-k.                                                 | St Michael's Chapel                                                                    |                                                                      |                              | |
| L-Imqabba             | 5          | Mater Dolorosa                                     | Parish Street (Triq il-Parrocca)                                     | r.-k.                                                 |                                                                                        |                                                                      |                              | |
| L-Imqabba             | 9          | Unbefleckte Empfängnis                             | (Triq il-Kuncizzjoni)                                                | r.-k.                                                 |                                                                                        |                                                                      |                              | (Old Parish Church) |
| L-Imsida              | 5          | St. Joseph                                         | Church Street (Triq il-Knisja)                                       | r.-k.                                                 | St.-Josef-Kirche                                                                       | 1894                                                                 |                              | Neobarock-Bau |
| L-Imsida              | 9          | Franciscan Sister                                  | Ferris Street (Triq Ferris)                                          | r.-k.                                                 |                                                                                        |                                                                      |                              | |
| L-Imsida              | 9          | St. Thomas Morus                                   | At the University of Malta                                           | r.-k.                                                 |                                                                                        |                                                                      |                              | |
| L-Imsida              | 9          | Heilige Dreifaltigkeit                             | Misrah il-Barrieri Street (Triq Misrah il-Barrieri)                  | Kirche der reformierten Täufer                        |                                                                                        |                                                                      |                              | |
| L-Imsida              | 9          | Unbefleckte Empfängnis                             | (Triq il-Kuncizzjoni)                                                | r.-k.                                                 | Kirche zur Unbefleckten Empfängnis                                                     | vor der Ankunft der Araber auf Malta                                 |                              | Entstand auf den Grundmauern einer früheren Synagoge. |
| L-Imtarfa             | 5          | St. Lucia                                          | Maltese Regiments Street (Triq ir-Reġimenti Maltin)                  | r.-k.                                                 |                                                                                        |                                                                      |                              | |
| L-Imtarfa             | 5          | St. Lucia                                          | St Lucy Street (Triq Santa Lucija)                                   | r.-k.                                                 |                                                                                        |                                                                      |                              | |
| L-Imtarfa             | 5          | St. Oswald                                         | Mtarfa Street (Triq l-Imtarfa)                                       | röm.-kath., früher: Church of England                 |                                                                                        |                                                                      |                              | |
| L-Isla (Senglea)      | 3          | Mariä Geburt                                       | St. Laurence Street (Triq San Lawrenz)                               | röm.-kath.                                            | Basilika Maria Geburt (Senglea)                                                        | 16. Jh. 1956                                                         | Vincenzio Bonello            | seit 1920 Basilica minor Im ZWK durch mehrfache Bombentreffer zerstört, danach bis 1956 wieder aufgebaut; Hauptattraktion ist eine geschnitzte Marienstatue von 1618, die 1921 gekrönt wurde |
| L-Isla (Senglea)      | 3          | Mariä Heimsuchung                                  |                                                                      | röm.-kath.                                            | Church of Our Lady of Porto Salvo                                                      | 1311 (1. Bau), 1552 (2. Bau), 1712 (3. Bau), 1957 (4., heutiger Bau) | Lorenzo Gafà (dritte Kirche) | Von 1581 bis 1921 Pfarrkirche, ab 1921 durch Papst Benedikt XV. zur Basilika minor erhoben. Im Zweiten Weltkrieg (1943) zerstört, danach bis 1957 wieder aufgebaut und am 24. August geweiht. Von 1958 bis 2008 diente die Kirche den Jesuiten. Der dritte Bau wies neben dem Hauptaltar vier Seitenaltäre auf, die der Jungfrau Maria, dem Rosenkranz, dem hl. Leonhard und dem hl. Antonius von Padua gewidmet waren. Diese Altäre sowie andere Ausstattungsgegenstände aus den früheren Gotteshäusern sind erhalten. Erwähnenswert sind vor allem das Hauptaltarbild von Stefano Erardi, 1690 gemalt, und ein Kruzifix aus dem Jahr 1794.                                                                                          |
| L-Isla (Senglea)      | 9          | Heiliges Kreuz                                     | Crucifix Street (Triq il-Kurcifiss)                                  | r.-k.                                                 | Heilig-Kreuz-Kirche                                                                    |                                                                      |                              | |
| L-Isla (Senglea)      | 9          | Julianus Hospitator                                | St Julian Street (Triq San Ġiljan)                                   | r.-k.                                                 | St Julian the Hospitaller                                                              |                                                                      |                              | |
| L-Isla (Senglea)      | 9          | St. Philipp Neri                                   | Two Arches Street (Triq iż-Żewġ Mini)                                | r.-k.                                                 | St. Philip Neri                                                                        |                                                                      |                              | |
| L-Isla (Senglea)      | 9          | Darstellung des Herrn                              | Victory Street (Triq il-Vitorja)                                     | r.-k.                                                 | Reinigung unserer Lieben Frau                                                          |                                                                      |                              | |
| Il-Kalkara            | 5          | St. Joseph                                         | Archbishop Gonzi Square (Misraħ l-Arċisqof Gonzi)                    | r.-k.                                                 | St.-Josefs-Kirche                                                                      |                                                                      |                              | |
| Il-Kalkara            | 9          | Heiland                                            |                                                                      | r.-k.                                                 | The Chapel of Our Saviour (Tas-Salvatur)                                               | 1461                                                                 |                              | |
| Il-Kalkara            | 9          | St. Barbara                                        | Triq Santu Rokku                                                     | r.-k.                                                 | St-Barbara-Kirche                                                                      | 1743                                                                 |                              | |
| Il-Kalkara            | 9          | St. Nikolaus                                       | Fort Ricasoli                                                        | r.-k.                                                 | St.-Nikolai-Kirche                                                                     |                                                                      |                              | |
| Il-Kalkara            | 9          | Verklärung des Herrn (Our Saviour)                 | Naval Hospital Street (Triq l-Isptar Navali)                         | r.-k.                                                 | Kirche der Verklärung Jesu                                                             |                                                                      |                              | |
| Il-Kalkara            | 9          | St. Lukas                                          | Royal Naval Hospital Bighi                                           | früher: Church of England                             | St. Lukas                                                                              |                                                                      |                              | |
| Kemmuna               | 6          | Rückkehr aus Ägypten                               | Comino                                                               | r.-k.                                                 | Kapelle Comino                                                                         | 1618                                                                 |                              | |
| Ħal Kirkop            | 5          | St. Leonhard                                       | Parish Street (Triq il-Parroċċa)                                     | r.-k.                                                 | St Leonard's Church, Kirkop                                                            |                                                                      |                              | |
| Ħal Kirkop            | 9          | Verkündigung des Herrn                             | St John Street (Triq San Ġwann)                                      | r.-k.                                                 | Verkündigungs-Kirche                                                                   |                                                                      |                              | |
| Ħal Lija              | 5          | Verklärung des Herrn                               | Transfiguration Square (Misraħ tat-Trasfigurazzjoni)                 | r.-k.                                                 |                                                                                        |                                                                      |                              | |
| Ħal Lija              | 9          | Mariä Wunder                                       | Annibale Preca Street (Triq Annibale Preca)                          | r.-k.                                                 | Unsere Liebe Frau der Wunder                                                           |                                                                      |                              | |
| Lija                  | 9          | St. Andreas                                        | (Triq il-Kbira)                                                      | r.-k.                                                 | Apostel-Andreas-Kirche                                                                 |                                                                      |                              | |
| Lija                  | 9          | Mariä Himmelfahrt (Ta' Duna)                       | St Andrew Street (Triq Sant’ Andrija)                                | r.-k.                                                 | Mariä-Himmelfahrts-Kirche                                                              |                                                                      |                              | |
| Lija                  | 9          | Mariä Geburt (Tal-Belliegħa)                       |                                                                      | r.-k.                                                 |                                                                                        |                                                                      |                              | |
| Lija                  | 9          | St. Peter                                          |                                                                      | r.-k.                                                 |                                                                                        |                                                                      |                              | |
| Lija                  | 9          | Unbefleckte Empfängnis                             | Triq il-Kuncizzjoni                                                  | r.-k.                                                 |                                                                                        |                                                                      |                              | |
| Ħal Luqa              | 5          | St. Andreas                                        | Church Square (Misraħ tal-Knisja)                                    | r.-k.                                                 | St. Andreas-Kirche                                                                     |                                                                      |                              | |
| Ħal Luqa              | 9          | Unsere Liebe Frau auf dem Berge Karmel             | New Street (Triq il-Gdida)                                           | r.-k.                                                 | Kirche Unsere Liebe Frau auf dem Berge Karmel                                          |                                                                      |                              | |
| Ħal Luqa              | 9          | St. Jakob der Ältere (F'Ħal Fuqani)                | Ħal Luqa Street (Triq Ħal-Luqa)                                      | r.-k.                                                 |                                                                                        |                                                                      |                              | |
| Ħal Luqa              | 9          | Mariä Himmelfahrt (Tal-Ftajjar)                    | Carmel Street (Triq il-Karmnu)                                       | r.-k.                                                 |                                                                                        |                                                                      |                              | |
| Ħal Luqa              | 9          | Maria vom Siege                                    | Victory Street (Triq tal-Vitorja) Ħal Farruġ                         | r.-k.                                                 |                                                                                        |                                                                      |                              | |
| Ħal Luqa              | 9          | Heiligstes Herz Jesu                               | St Vincent de Paul Residence                                         | r.-k.                                                 |                                                                                        |                                                                      |                              | |
| Ħal Luqa              | 9          | St. Bartholomäus                                   | St Vincent de Paul Residence                                         | r.-k.                                                 |                                                                                        |                                                                      |                              | |
| Ħal Luqa              | 9          | Mariä Himmelfahrt                                  | Luqa Barracks                                                        | r.-k.                                                 |                                                                                        |                                                                      |                              | |
| Ħal Luqa              | 9          | Mariä Geburt früher Saint Christopher              | Luqa Barracks                                                        | röm.-kath., früher Church of England                  |                                                                                        |                                                                      |                              | |
| Il-Marsa              | 5          | Heilige Dreifaltigkeit                             | Balbi Street (Triq Balbi)                                            | r.-k.                                                 | Trinity Church, Marsa                                                                  |                                                                      |                              | |
| Il-Marsa              | 5          | Maria Königin                                      | Triq N. sacco                                                        | r.-k.                                                 | Marija Reġina                                                                          | 1956–1961                                                            |                              | [ 11 ] |
| Il-Marsa              | 9          | Heiligstes Herz Jesu                               | Prince Albert Street (Triq il-Princep Albertu)                       | r.-k.                                                 |                                                                                        |                                                                      |                              | |
| Il-Marsa              | 9          | Our Lady of Devine Grace (Ta' Ċelju)               | Church Wharf Street (Triq Il-Moll tal-Knisja)                        | r.-k.                                                 |                                                                                        |                                                                      |                              | |
| Il-Marsa              | 9          | Mariä Himmelfahrt (Ta' Ċeppuna)                    | Marsa Sports Club                                                    | r.-k.                                                 |                                                                                        |                                                                      |                              | |
| Il-Marsa              | 9          | Mater Dolorosa                                     | Racecourse Street (Triq it-Tiġrija)                                  | r.-k.                                                 |                                                                                        |                                                                      |                              | |
| Marsaskala            | 9          | St. Kajetan                                        | St. Thomas Bay Road (Triq id-Daħla ta' San Tumas)                    | r.-k.                                                 |                                                                                        |                                                                      |                              | |
| Marsaskala            | 5          | St. Anna                                           | St. George Street (Triq San Ġorġ)                                    | r.-k.                                                 | St. Anna-Kirche                                                                        |                                                                      |                              | |
| Marsaskala            | 9          | St. Anna (Old Parish Church)                       |                                                                      | r.-k.                                                 |                                                                                        |                                                                      |                              | |
| Marsaskala            | 9          | Maria Trösterin der Betrübten                      | Żonqor Street (Triq iż-Żonqor)                                       | r.-k.                                                 |                                                                                        |                                                                      |                              | |
| Marsaskala            | 9          | Maria Rosenkranzkönigin (Tal-Barunissa)            | St Anne Street (Triq Sant’ Anna)                                     | r.-k.                                                 |                                                                                        |                                                                      |                              | |
| Marsaskala            | 9          | Antonius von Padua                                 | St Anthony Family Park                                               | r.-k.                                                 |                                                                                        |                                                                      |                              | |
| Marsaskala            | 9          | Our Lady of Light                                  | Gholja tal-Bidni                                                     | r.-k.                                                 |                                                                                        |                                                                      |                              | |
| Marsaxlokk            | 5          | Our Lady of Pompeii                                | Fishermen’s Strand (Xatt is-Sajjieda)                                | r.-k.                                                 | Parish Church of Our Lady Of Pompei, Marsaxlokk                                        |                                                                      |                              | |
| Marsaxlokk            | 9          | Maria Schnee                                       | Delimara Road (Triq Delimara), Tas-Silġ Area                         | r.-k.                                                 | Our Lady of Tas-Silġ                                                                   |                                                                      |                              | |
| Marsaxlokk            | 9          | Petrus von Verona                                  | Żejtun Road (Triq iż-Żejtun)                                         | r.-k.                                                 |                                                                                        |                                                                      |                              | |
| Marsaxlokk            | 9          | Apostel Paulus                                     | Xrobb l-Għaġin                                                       | r.-k.                                                 |                                                                                        |                                                                      |                              | |
| Il-Mellieħa           | 5          | Mariä Geburt                                       | Parish Square (Misraħ il-Parroċċa)                                   | r.-k.                                                 | Church of the Nativity of Mary                                                         | 1897                                                                 |                              | Mellieħa war eine der zehn Pfarreien, die in einem Dokument von 1436 erwähnt wurden. Als die Ortschaft aus Angst vor Korsarenangriffen von den Bewohnern aufgegeben wurde, gab es auch keine Pfarrei mehr. Erst 1844 gründete sich die neue Pfarrei Mariä Geburt und ließ sich ein neues Kirchengebäude errichten (1883 Grundsteinlegung, am 5. September 1897 nahm Bischof Pietro Pace die Kirchweihe vor), am 18. Februar 1930 wurde sie konsekriert |
| Il-Mellieħa           | 5          | St. Joseph                                         | Mellieha Street (Triq il-Mellieha), Manikata                         | r.-k.                                                 |                                                                                        | 1975                                                                 |                              | |
| Il-Mellieħa           | 7          | Mariä Geburt                                       | Pope John Paul II Square (Pjazza Papa Gwanni Pawlu II)               | r.-k.                                                 | Heiligtum unserer Lieben Frau von Mellieha                                             | 1700 (um)                                                            |                              | Maltesischer Pilgerort. Enthält eine auf Fels gemalte Mariendarstellung, die der Legende nach vom Evangelisten Lukas stammen soll, tatsächlich aber erst im 13. Jahrhundert entstand. |
| Il-Mellieħa           | 9          | Unbefleckte Empfängnis                             | Armier Street (Triq l-Armier)                                        | r.-k.                                                 |                                                                                        |                                                                      |                              | |
| Il-Mellieħa           | 9          | St. Joseph (Old Parish Church)                     | The Old Church (Knisja Il-Qadima), Manikata                          | r.-k.                                                 |                                                                                        |                                                                      |                              | |
| Il-Mellieħa           | 9          | Our Lady of Redemption                             | Selmun Area                                                          | r.-k.                                                 | Church of the Madonna tal-Fidwa                                                        |                                                                      |                              | |
| Il-Mosta              | 5          | Mariä Himmelfahrt                                  | Church Street (Triq il-Knisja)                                       | r.-k.                                                 | Rotunde von Mosta                                                                      | 1860                                                                 | Giorgio Grognet de Vassé     | Erstes Gotteshaus wurde 1614 nach Plänen von Tommasio Dingli vollendet. Die Rotunde soll die drittgrößte Kuppelkirche der Welt sein mit einem Innendurchmesser von 52 m und einer Höhe von zirka 60 m. Während des Zweiten Weltkriegs, am 9. April 1942, durchschlug eine deutsche 200-kg-Fliegerbombe die Kuppel der Kirche und blieb ohne zu explodieren auf dem Boden des vollbesetzten Gotteshauses liegen. Die Einschlagstelle im Kirchenboden kann besichtigt werden; ein Replikat der Bombe befindet sich in der Sakristei der Kirche. |
| Il-Mosta              | 9          | St. Andreas                                        | Qares Street (Triq il-Qares)                                         | r.-k.                                                 |                                                                                        |                                                                      |                              | |
| Il-Mosta              | 9          | St. Andreas                                        | Trinkatur Street (Triq it-Trinkatur)                                 | r.-k.                                                 |                                                                                        |                                                                      |                              | |
| Il-Mosta              | 9          | Christus der Erlöser                               | Midbah Street (Triq il-Midbah)                                       | r.-k.                                                 |                                                                                        |                                                                      |                              | |
| Il-Mosta              | 9          | Antonius der Große                                 | St Anthony Street (Triq San Anton Abbati)                            | r.-k.                                                 |                                                                                        |                                                                      |                              | |
| Il-Mosta              | 9          | Heilige Familie                                    | Bidnija                                                              | r.-k.                                                 |                                                                                        |                                                                      |                              | |
| Il-Mosta              | 9          | Unbefleckte Empfängnis                             | Ta’ Qali Street (Triq Ta' Qal)                                       | r.-k.                                                 |                                                                                        |                                                                      |                              | |
| Il-Mosta              | 9          | St. Leonhard                                       | St Leonard Square (Pjazza San Anard)                                 | r.-k.                                                 |                                                                                        |                                                                      |                              | |
| Il-Mosta              | 9          | St. Margareta                                      |                                                                      | r.-k.                                                 |                                                                                        |                                                                      |                              | |
| Il-Mosta              | 9          | Hl. Monika                                         | Anglu Gatt Street (Triq Anglu Gatt)                                  | r.-k.                                                 |                                                                                        |                                                                      |                              | |
| Il-Mosta              | 9          | Maria, Mutter der Kirche Ta' Mlit                  | Cinju Street (Triq ic-Cinju)                                         | r.-k.                                                 |                                                                                        |                                                                      |                              | |
| Il-Mosta              | 9          | Our Lady of Hope                                   | Glormu Cassar Street (Triq Glormu Cassar)                            | r.-k.                                                 |                                                                                        |                                                                      |                              | |
| Il-Mosta              | 9          | Unsere Liebe Frau auf dem Berge Karmel             | Hope Street (Triq ta' l-Isperanza)                                   | r.-k.                                                 | Church of Our Lady of the mount Carmel                                                 |                                                                      |                              | |
| Il-Mosta              | 9          | Apostel Paulus Tal-Qlejgħa                         | Chadwick Lakes                                                       | r.-k.                                                 |                                                                                        |                                                                      |                              | |
| Il-Mosta              | 9          | St. Paulus der Einsiedler                          | Wied il-Għasel                                                       | r.-k.                                                 | St Paul the hermit, Wied il-Għasel                                                     |                                                                      |                              | |
| Il-Mosta              | 9          | St. Silvester                                      | Independence Street (Vjal l-Indipendenza)                            | r.-k.                                                 |                                                                                        |                                                                      |                              | |
| Il-Mosta              | 9          | Mariä Heimsuchung                                  | Tower Road (Triq it-Torri)                                           | r.-k.                                                 |                                                                                        |                                                                      |                              | |
| Il-Mosta              | 9          |                                                    | Hope Street (Triq l-Isperanza)                                       | Mormonen                                              |                                                                                        |                                                                      |                              | |
| In-Naxxar             | 5          | Mariä Geburt                                       | Victory Square (Misraħ il-Vittorja)                                  | r.-k.                                                 | Kirche Mariä Geburt (Naxxar)                                                           | 1630                                                                 |                              | |
| In-Naxxar             | 9          | Verkündigung des Herrn                             |                                                                      | r.-k.                                                 |                                                                                        |                                                                      |                              | |
| In-Naxxar             | 9          | Mariä Himmelfahrt Tax-Xagħra                       | F.W. Ryan Street (Triq F.W. Ryan)                                    | r.-k.                                                 |                                                                                        |                                                                      |                              | |
| In-Naxxar             | 9          | Katharina von Alexandrien                          | Wied il-Għasel                                                       | r.-k.                                                 |                                                                                        |                                                                      |                              | |
| In-Naxxar             | 9          | Divine Mercy                                       | Xaghra Chapel Street (Triq il-Kappella tax-Xaghra)                   | r.-k.                                                 |                                                                                        |                                                                      |                              | |
| In-Naxxar             | 9          | Heilige Familie                                    | Lanġas Street (Triq il-Lanġas) Sgħajtar                              | r.-k.                                                 |                                                                                        |                                                                      |                              | |
| In-Naxxar             | 9          | Unbefleckte Empfängnis                             | Mdina Street (Triq l-Imdina)                                         | r.-k.                                                 |                                                                                        |                                                                      |                              | |
| In-Naxxar             | 9          | St. Jakob der Ältere                               | Markiz Scicluna Street (Triq Markiz Scicluna)                        | r.-k.                                                 |                                                                                        |                                                                      |                              | |
| In-Naxxar             | 9          | Johannes der Täufer                                | St John Street (Triq San Ġwann)                                      | r.-k.                                                 |                                                                                        |                                                                      |                              | |
| In-Naxxar             | 9          | St. Lucia                                          | St Lucy Street (Triq Santa Lucija)                                   | r.-k.                                                 |                                                                                        |                                                                      |                              | |
| In-Naxxar             | 9          | Mariä Geburt Tal-Vitorja                           | St Lucy Street (Triq Santa Lucija)                                   | r.-k.                                                 |                                                                                        |                                                                      |                              | |
| In-Naxxar             | 9          | Apostel Paulus Tat-Tarġa                           | St Paul Street (Triq San Pawl)                                       | r.-k.                                                 |                                                                                        |                                                                      |                              | |
| In-Naxxar             | 7          | Our Lady of the Way                                | Markiz Scicluna Street (Triq il-Markiz Scicluna)                     | r.-k.                                                 |                                                                                        |                                                                      |                              | |
| Raħal Ġdid (Paola)    | 5          | Christkönig                                        | Antoine De Paule Square (Pjazza Antoine De Paule)                    | r.-k.                                                 | Christkönig-Basilika                                                                   |                                                                      |                              | |
| Raħal Ġdid (Paola)    | 5          | Unsere Liebe Frau von Lourdes                      | Brittany Street (Triq Brittanja)                                     | r.-k.                                                 |                                                                                        |                                                                      |                              | |
| Raħal Ġdid (Paola)    | 9 Moschee  |                                                    | Triq Kordin                                                          | Islam                                                 | Mariam Al-Batool Mosque                                                                | 1982–1984                                                            |                              | Gebaut für die im Land lebenden Muslime auf Basis eines Staatsvertrages mit dem damaligen libyschen Regierungschef Muammar al-Gaddafi. |
| Raħal Ġdid (Paola)    | 9          | Antonius von Padua                                 | St. Anthony Square (Misraħ Sant’ Antnin), Għajn Dwieli area          | r.-k.                                                 |                                                                                        |                                                                      |                              | |
| Raħal Ġdid (Paola)    | 9          | Jesus von Nazaret                                  | Luqa Road (Triq Hal Luqa)                                            | r.-k.                                                 |                                                                                        |                                                                      |                              | |
| Raħal Ġdid (Paola)    | 9          | Johannes der Täufer                                | St Monica Street (Triq Santa Monika)                                 | r.-k.                                                 |                                                                                        |                                                                      |                              | |
| Raħal Ġdid (Paola)    | 9          | St. Joseph Tal-Apparizzjoni                        | Zabbar Road (Triq Zabbar)                                            | r.-k.                                                 |                                                                                        |                                                                      |                              | |
| Raħal Ġdid (Paola)    | 9          | Mater Dolorosa                                     | Addolorata Cemetery                                                  | r.-k.                                                 |                                                                                        |                                                                      |                              | |
| Raħal Ġdid (Paola)    | 9          | Mater Dolorosa                                     | Addolorata Cemetery                                                  | r.-k.                                                 |                                                                                        |                                                                      |                              | |
| Raħal Ġdid (Paola)    | 9          | St Ubaldesca                                       | Arkata Road (Triq l-Arkata)                                          | r.-k.                                                 | St. Ubaldesca Church (Old Parish Church)                                               |                                                                      |                              | |
| Pembroke (Malta)      | 5          | Auferstehung Jesu                                  | George Mitrovich Street (Triq Ġorġ Mitrovich)                        | r.-k.                                                 |                                                                                        |                                                                      |                              | |
| Pembroke (Malta)      | 5          | Christ Church                                      |                                                                      | früher: Church of England                             |                                                                                        |                                                                      |                              | |
| Tal-Pietà             | 5          | Our Lady of Fatima                                 | St. Monica Street (Triq Santa Monika)                                | r.-k.                                                 |                                                                                        |                                                                      |                              | |
| Tal-Pietà             | 5          | St. Thomas von Villanova                           | St Augustine’s College                                               | r.-k.                                                 |                                                                                        |                                                                      |                              | |
| Tal-Pietà             | 5          | Unsere Liebe Frau von Loreto                       | Bordin Street (Triq Bordin)                                          | r.-k.                                                 | Basilica della Santa Casa                                                              |                                                                      |                              | |
| Tal-Pietà             | 6          | Mater Dolorosa                                     | Our Lady of Sorrows Street (Triq id-Duluri), Gwardamanġa area        | r.-k.                                                 | Our Lady of Sorrows                                                                    |                                                                      |                              | |
| Ħal Qormi             | 5          | St. Georg                                          | Oratory Street (Triq l-Oratorju)                                     | r.-k.                                                 | Parish Church of St George, Qormi                                                      |                                                                      |                              | |
| Ħal Qormi             | 5          | St. Sebastian                                      | St. Bartholomeo Street (Triq San Bartolomew)                         | r.-k.                                                 | Church of St Sebastian, Qormi                                                          |                                                                      |                              | |
| Ħal Qormi             | 5          | Verkündigung des Herrn                             | Main Street (Triq il-Kbira)                                          | r.-k.                                                 |                                                                                        |                                                                      |                              | |
| Ħal Qormi             | 5          | Mariä Himmelfahrt Tal-Blat                         | Triq il-Blata                                                        | r.-k.                                                 |                                                                                        |                                                                      |                              | |
| Ħal Qormi             | 5          | Mariä Himmelfahrt Ta' Qrejca                       | St Catherine Street (Triq Santa Katerina)                            | r.-k.                                                 |                                                                                        |                                                                      |                              | |
| Ħal Qormi             | 5          | Katharina von Alexandrien                          | St Catherine Street (Triq Santa Katerina)                            | r.-k.                                                 |                                                                                        |                                                                      |                              | |
| Ħal Qormi             | 5          | Hl. Franz von Paola                                | Triq il-Kbira                                                        | r.-k.                                                 |                                                                                        |                                                                      |                              | |
| Ħal Qormi             | 5          | Heilige Familie                                    | Ħlas Street (Triq il-Ħlas)                                           | r.-k.                                                 |                                                                                        |                                                                      |                              | |
| Ħal Qormi             | 5          | Mariä Geburt Tal' Vitorja                          | Victory Street (Triq Vitorja)                                        | r.-k.                                                 |                                                                                        |                                                                      |                              | |
| Ħal Qormi             | 5          | Our Lady at Childbirth Tal' Ħlas                   | Ħlas Street (Triq il-Ħlas)                                           | r.-k.                                                 |                                                                                        |                                                                      |                              | |
| Ħal Qormi             | 5          | Maria, Rosenkranzkönigin                           | Triq il-Kbira                                                        | r.-k.                                                 |                                                                                        |                                                                      |                              | |
| Ħal Qormi             | 5          | Mater Dolorosa                                     | St Edward Street (Triq San Edwardu)                                  | r.-k.                                                 |                                                                                        |                                                                      |                              | |
| Ħal Qormi             | 5          | St. Peter                                          | St Peter Street (Triq San Pietru)                                    | r.-k.                                                 |                                                                                        |                                                                      |                              | |
| Ħal Qormi             | 5          | St. Sebastian (Old Parish Church)                  | St Sebastian Street (Triq San Bastjan)                               | r.-k.                                                 |                                                                                        |                                                                      |                              | |
| Ħal Qormi             | 5          | Word of Life                                       | Kaccatur Street (Triq il-Kaccatur)                                   | Pfingstbewegung                                       |                                                                                        |                                                                      |                              | |
| Il-Qrendi             | 5          | Mariä Himmelfahrt                                  | Parish Street (Triq il-Parroċċa)                                     | r.-k.                                                 | Parish Church of the Assumption, Qrendi                                                |                                                                      |                              | |
| Il-Qrendi             | 5          | St. Anna                                           | St Anne Street (Triq Sant'Anna)                                      | r.-k.                                                 | St Anne’s Chapel, Qrendi                                                               |                                                                      |                              | |
| Il-Qrendi             | 5          | Katharina von Alexandrien Tat-Torba                | Imqabba Street (Triq l-Imqabba)                                      | r.-k.                                                 |                                                                                        |                                                                      |                              | |
| Il-Qrendi             | 5          | Hl. Matthäus Small Church                          | Maqluba Square (Pjazza tal-Maqluba)                                  | r.-k.                                                 | St Matthew’s Chapel (Iż-Żgħir)                                                         |                                                                      |                              | |
| Il-Qrendi             | 5          | Our Lady of Graces                                 | Ħaġar Qim Street (Triq Ħaġar Qim)                                    | r.-k.                                                 | Our Lady of Graces Chapel, Qrendi                                                      |                                                                      |                              | |
| Il-Qrendi             | 5          | Our Lady of Mercy                                  | Mercy Street (Triq il-Ħniena)                                        | r.-k.                                                 | Sanctuary of Our Lady of Mercy, Qrendi                                                 |                                                                      |                              | |
| Il-Qrendi             | 5          | Verklärung des Herrn Our Saviour                   | Saviour Street (Triq is-Salvatur)                                    | r.-k.                                                 | Our Saviour's Church, Qrendi                                                           |                                                                      |                              | |
| Ir-Rabat              | 5          | St. Paulus                                         | Misrah il-Parrocca                                                   | r.-k.                                                 | Kollegiatkirche St. Paul                                                               |                                                                      |                              | |
| Ħal Safi              | 5          | Apostel Paulus                                     | St. Mary Street (Triq Santa Marija)                                  | r.-k.                                                 |                                                                                        |                                                                      |                              | |
| Ħal Safi              | 9          | Mariä Himmelfahrt                                  | St. Mary Street (Triq Santa Marija)                                  | r.-k.                                                 |                                                                                        |                                                                      |                              | |
| San Ġiljan Paceville  | 5          | St. Julian                                         | Spinola area                                                         | r.-k.                                                 |                                                                                        |                                                                      |                              | |
| San Ġiljan            | 5          | Unsere Liebe Frau auf dem Berge Karmel             | Balluta area                                                         | r.-k.                                                 | Church of Our Lady of the mount Carmel                                                 |                                                                      |                              | |
| San Ġiljan            | 9          | Hl. Klara von Assisi                               | Regional Road (Triq Mikiel Anton Vassalli)                           | r.-k.                                                 |                                                                                        |                                                                      |                              | |
| San Ġiljan            | 9          | Unbefleckte Empfängnis                             | St George Street (Triq San Ġorġ)                                     | r.-k.                                                 |                                                                                        |                                                                      |                              | |
| San Ġiljan            | 9          | St. Julian Ta' Lapsi                               | Lapsi Street (Triq Lapsi)                                            | r.-k.                                                 |                                                                                        |                                                                      |                              | |
| San Ġiljan            | 9          | Millennium                                         | Church Street (Triq il-Knisja), Paceville                            | r.-k.                                                 | The Millennium Chapel                                                                  | 2000                                                                 |                              | Ein Bauwerk in moderner Formensprache mit einem kleinen Glockenaufsatz über dem Portal. |
| San Ġiljan            | 9          | Mutter vom guten Rat                               | Church Street (Triq il-Knisja), Paceville                            | r.-k.                                                 | Imqaddsa Marija, Omm tal-Parir it-Tajjeb                                               |                                                                      |                              | ein modernes Gotteshaus aus Stahlbeton und mit Schmiedearbeiten an den Türen und Fenstern verziert. |
| San Ġiljan            | 9          | St. Rita                                           | Sqaq Lourdes Paceville                                               | r.-k.                                                 |                                                                                        |                                                                      |                              | |
| San Ġwann             | 5          | Unsere Liebe Frau von Lourdes                      | Lourdes Square (Misraħ Lourdes)                                      | r.-k.                                                 | Kirche Unserer Lieben Frau von Lourdes                                                 |                                                                      |                              | |
| San Ġwann             | 9          | Verkündigung des Herrn & St Leonard                | Sanctuary Street (Triq is-Santwarju), Tal-Mensija                    | r.-k.                                                 |                                                                                        |                                                                      |                              | |
| San Ġwann             | 9          | Heilige Familie                                    | Alessju Xuereb Street (Triq Alessju Xuereb), Ta' Żwejt               | r.-k.                                                 |                                                                                        |                                                                      |                              | |
| San Ġwann             | 9          | Johannes der Täufer Tal-Għargħar                   | San Gwann tal-Gharghar Street (Triq San Gwann tal-Gharghar)          | r.-k.                                                 |                                                                                        |                                                                      |                              | |
| San Ġwann             | 9          | St. Lazarus                                        | Castello Lanzun, Sanctuary Street (Triq is-Santwarju), Tal-Mensija   | r.-k.                                                 |                                                                                        |                                                                      |                              | |
| San Ġwann             | 9          | St. Margareta                                      | Chapel Street (Triq il-Kappella)                                     | r.-k.                                                 | Santa Margerita Chapel                                                                 |                                                                      |                              | |
| San Ġwann             | 9          | St. Philip & St James the Less                     | Prepostu Street (Triq tal-Prepostu), Tal-Balal                       | r.-k.                                                 |                                                                                        |                                                                      |                              | |
| San Pawl il-Baħar     | 5          | Mater Dolorosa                                     | Tower Road (Triq it-Torri)                                           | r.-k.                                                 |                                                                                        |                                                                      |                              | |
| San Pawl il-Baħar     | 5          | Franz von Assisi                                   | Qawra                                                                | r.-k.                                                 | Franz-von-Assisi-Kirche                                                                | 1996                                                                 | Richard England              | Im Jahr 2004 wurde die Kirche in Qawra zur Pfarrkirche erhoben. |
| San Pawl il-Baħar     | 5          | Unbeflecktes Herz Mariä                            | Burmarrad                                                            | r.-k.                                                 | Kirche zum Unbefleckten Herz Mariä                                                     |                                                                      |                              | |
| San Pawl il-Baħar     | 9          | Hl. Anna                                           | L-Imbordin / Pwales Valley area                                      | r.-k.                                                 |                                                                                        |                                                                      |                              | |
| San Pawl il-Baħar     | 9          | Verkündigung des Herrn                             | Catacombs Street, Salina, Burmarrad                                  | r.-k.                                                 |                                                                                        |                                                                      |                              | |
| San Pawl il-Baħar     | 9          | St. Georg                                          | Madonna Street (Triq il-Madonna), Wardija                            | r.-k.                                                 |                                                                                        |                                                                      |                              | |
| San Pawl il-Baħar     | 9          | Unbefleckte Empfängnis                             | Wardija                                                              | r.-k.                                                 |                                                                                        |                                                                      |                              | |
| San Pawl il-Baħar     | 9          | Johannes der Täufer Tal-Hereb                      | Wardija                                                              | r.-k.                                                 |                                                                                        |                                                                      |                              | |
| San Pawl il-Baħar     | 9          | St. Joseph der Arbeiter                            | Xemxija Hill (Telgħat ix-Xemxija), Xemxija                           | r.-k.                                                 |                                                                                        |                                                                      |                              | |
| San Pawl il-Baħar     | 9          | St. Joseph                                         | Dawret il-Qawra, Qawra                                               | r.-k.                                                 |                                                                                        |                                                                      |                              | |
| San Pawl il-Baħar     | 9          | St. Margareta                                      | Burmarrad Street (Triq Burmarrad), Burmarrad                         | r.-k.                                                 |                                                                                        |                                                                      |                              | |
| San Pawl il-Baħar     | 9          | St. Maximilian Kolbe                               | St Simon Street, Buġibba                                             | r.-k.                                                 |                                                                                        |                                                                      |                              | |
| San Pawl il-Baħar     | 9          | St. Michael                                        | Salina area Burmarrad                                                | r.-k.                                                 |                                                                                        |                                                                      |                              | |
| San Pawl il-Baħar     | 9          | St. Martin von Tours Grotto                        | St Martin’s Grotto, Wardija                                          | r.-k.                                                 |                                                                                        |                                                                      |                              | |
| San Pawl il-Baħar     | 9          | St. Martin von Tours                               | Wardija                                                              | r.-k.                                                 |                                                                                        |                                                                      |                              | |
| San Pawl il-Baħar     | 9          | Our Lady of the Forsaken                           | Wardija                                                              | r.-k.                                                 |                                                                                        |                                                                      |                              | |
| San Pawl il-Baħar     | 9          | Unsere Liebe Frau Tal-Abbandunati                  | Madonna Street (Triq il-Madonna), Wardija                            | r.-k.                                                 |                                                                                        |                                                                      |                              | |
| San Pawl il-Baħar     | 9          | Unsere Liebe Frau auf dem Berge Karmel             | St Paul Street (Triq San Pawl)                                       | r.-k.                                                 | Church of Our Lady of the mount Carmel                                                 |                                                                      |                              | |
| San Pawl il-Baħar     | 9          | Our Lady of the Poor                               | Wardija                                                              | r.-k.                                                 |                                                                                        |                                                                      |                              | |
| San Pawl il-Baħar     | 9          | St Paul’s Shipwrecked                              | Dawret il-Gzejjer, Gillieru Pier                                     | r.-k.                                                 |                                                                                        |                                                                      |                              | |
| San Pawl il-Baħar     | 9          | Apostel Paulus Milqi                               | Triq San Pawl Milqi, Burmarrad                                       | r.-k.                                                 |                                                                                        |                                                                      |                              | |
| San Pawl il-Baħar     | 9          | St. Simon                                          | Wardija                                                              | r.-k.                                                 |                                                                                        |                                                                      |                              | |
| Santa Luċija          | 5          | St. Pius X.                                        | Inez Soler Street (Triq Ineż Soler)                                  | r.-k.                                                 |                                                                                        |                                                                      |                              | |
| Santa Venera          | 5          | St Venera Märtyrerin St. Veneranda                 | Parish Street (Triq il-Parroċċa)                                     | r.-k.                                                 |                                                                                        |                                                                      |                              | |
| Santa Venera          | 9          | St. Joseph                                         | St Joseph Street (Triq San Ġużepp)                                   | r.-k.                                                 |                                                                                        |                                                                      |                              | |
| Santa Venera          | 9          | Our Lady of the Rosary                             | St Joseph Street (Triq San Ġużepp)                                   | r.-k.                                                 |                                                                                        |                                                                      |                              | |
| Santa Venera          | 9          | Heiligstes Herz Jesu                               | St Joseph Street (Triq San Ġużepp)                                   | r.-k.                                                 |                                                                                        |                                                                      |                              | |
| Santa Venera          | 9          | Saint Venera (Old Parish Church)                   | St Venera Square (Pjazza Santa Venera)                               | r.-k.                                                 |                                                                                        |                                                                      |                              | |
| Santa Venera          | 9          | St. Vincenz                                        | Vincenzo Bugeja Conservatory                                         | r.-k.                                                 |                                                                                        |                                                                      |                              | |
| Is-Siġġiewi           | 5          | St. Nikolaus                                       | Parish Street (Triq il-Parroċċa)                                     | r.-k.                                                 | Church of St Nicholas, Siġġiewi                                                        |                                                                      |                              | |
| Is-Siġġiewi           | 5          | Verkündigung des Herrn                             | Moghdija tal-Għolja, Gholja tas-Saliba                               | r.-k.                                                 |                                                                                        |                                                                      |                              | |
| Is-Siġġiewi           | 5          | Verkündigung des Herrn                             | Ġebel Ciantar, Fawwara                                               | r.-k.                                                 |                                                                                        |                                                                      |                              | |
| Is-Siġġiewi           | 5          | Mariä Himmelfahrt                                  | Ħax-Xluq                                                             | r.-k.                                                 |                                                                                        |                                                                      |                              | |
| Is-Siġġiewi           | 5          | St. Blasius                                        | Bishop’s Valley (Wied l-Isqof)                                       | r.-k.                                                 | St Blaise's Chapel, Siġġiewi                                                           |                                                                      |                              | |
| Is-Siġġiewi           | 5          | Hl. Karl Borromäus                                 | Girgenti Palace                                                      | r.-k.                                                 |                                                                                        |                                                                      |                              | |
| Is-Siġġiewi           | 5          | Heilige Familie Oratory                            | New Street (Triq il-Gdida)                                           | r.-k.                                                 |                                                                                        |                                                                      |                              | |
| Is-Siġġiewi           | 5          | Hl. Dreifaltigkeit                                 | Nikolo Baldacchino Street (Triq Nikolo Baldacchino)                  | r.-k.                                                 |                                                                                        |                                                                      |                              | |
| Is-Siġġiewi           | 5          | Johannes der Täufer                                | Triq il-Kbira                                                        | r.-k.                                                 |                                                                                        |                                                                      |                              | |
| Is-Siġġiewi           | 5          | St. Margareta                                      | St Margaret Street (Triq Santa Margerita)                            | r.-k.                                                 |                                                                                        |                                                                      |                              | |
| Is-Siġġiewi           | 5          | St. Markus                                         | Triq il-Kbira                                                        | r.-k.                                                 |                                                                                        |                                                                      |                              | |
| Is-Siġġiewi           | 5          | St. Nikolaus                                       | Tal-Merħla in Ħal Niklusi                                            | r.-k.                                                 |                                                                                        |                                                                      |                              | |
| Is-Siġġiewi           | 5          | Unsere Liebe Frau auf dem Berge Karmel             | Fawwara                                                              | r.-k.                                                 | Church of Our Lady of the mount Carmel                                                 |                                                                      |                              | |
| Is-Siġġiewi           | 5          | Our Lady of Providence                             | Providence Street (Triq il-Providenza)                               | r.-k.                                                 |                                                                                        |                                                                      |                              | |
| Is-Siġġiewi           | 9          | Mariä Himmelfahrt Ta' Ċwerra                       | St Nicholas Square (Pjazza San Nikola)                               | r.-k.                                                 |                                                                                        |                                                                      |                              | |
| Tas-Sliema            | 5          | Jesus von Nazaret                                  | Tignè area                                                           | r.-k.                                                 | Church of Jesus of Nazareth                                                            | 1895                                                                 |                              | |
| Tas-Sliema            | 5          | Heiligstes Herz Jesu                               | Church Street (Triq il-Knisja)                                       | r.-k.                                                 | Our Lady of the Sacred Heart Parish Church                                             | 1881                                                                 |                              | |
| Tas-Sliema            | 5          | Hl. Gregor der Große                               | Norfolk Street (Triq Norfolk)                                        | r.-k.                                                 |                                                                                        | 1923 (ab)                                                            |                              | |
| Tas-Sliema            | 5          | Stella maris                                       | High Street (Triq il-Kbira)                                          | r.-k.                                                 | Stella Maris Church                                                                    | 1853                                                                 |                              | |
| Tas-Sliema            | 9          | St. Ignatius von Loyola                            | College Street (Triq il-Kulleġġ)                                     | r.-k.                                                 |                                                                                        |                                                                      |                              | |
| Tas-Sliema            | 9          | Jesus my Rock                                      | Dun Pawl Vella Street                                                | r.-k.                                                 |                                                                                        |                                                                      |                              | |
| Tas-Sliema            | 9          | St. John Bosco                                     | St John Bosco Street (Triq San Ġwann Bosco)                          | r.-k.                                                 |                                                                                        |                                                                      |                              | |
| Tas-Sliema            | 9          | Heilige Familie                                    | Karm Galea Street (Triq Karm Galea)                                  | r.-k.                                                 |                                                                                        |                                                                      |                              | |
| Tas-Sliema            | 9          | Hl. Dreifaltigkeit                                 | Rudolph Street (Triq Rodolfu)                                        | Church of England                                     | Church of the Holy Trinity, Sliema                                                     | 1867                                                                 |                              | |
| Tas-Sliema            | 9          | Unsere Liebe Frau                                  | Main Street (Triq il-Kbira)                                          | r.-k.                                                 |                                                                                        |                                                                      |                              | |
| Tas-Sliema            | 9 entweiht | St. Lukas                                          | Tigné Point                                                          | früher: Church of England                             | St Luke’s Garrison Chapel                                                              |                                                                      |                              | |
| Tas-Sliema            | 9          | St. Patrick                                        | St John Bosco Street (Triq San Ġwann Bosco)                          | r.-k.                                                 |                                                                                        |                                                                      |                              | |
| Tas-Sliema            | 9          | Heiligtum (Salesian Oratory)                       | Karm Galea Street, Tas-Sliema                                        |                                                       |                                                                                        |                                                                      |                              | |
| Is-Swieqi             | 5          | Unbefleckte Empfängnis                             | Tal-Ibraġġ area                                                      | r.-k.                                                 |                                                                                        |                                                                      |                              | |
| Is-Swieqi             | 9          | Maria Magdalena                                    | Madliena                                                             | r.-k.                                                 |                                                                                        |                                                                      |                              | |
| Ħal Tarxien           | 5          | Verkündigung des Herrn                             | Main Street (Triq il-Kbira)                                          | r.-k.                                                 |                                                                                        |                                                                      |                              | |
| Ħal Tarxien           | 9          | Mariä Himmelfahrt                                  | St Mary Street (Triq Santa Marija)                                   | r.-k.                                                 |                                                                                        |                                                                      |                              | |
| Ħal Tarxien           | 9          | St. Bartholomäus                                   | Main Street (Triq il-Kbira)                                          | r.-k.                                                 |                                                                                        |                                                                      |                              | |
| Ħal Tarxien           | 9          | Unbefleckte Empfängnis                             |                                                                      | r.-k.                                                 |                                                                                        |                                                                      |                              | |
| Ħal Tarxien           | 9          | St. Nikolaus von Tolentino                         | Lampuka Street (Triq il-Lampuka)                                     | r.-k.                                                 |                                                                                        |                                                                      |                              | |
| Il-Belt Valletta      | 2          | Johannes der Täufer                                | St John Square (Pjazza San Ġwann)                                    | r.-k.                                                 | St. John’s Co-Cathedral                                                                | 1577                                                                 | Gerolamo Cassar              | Ursprünglich Hauptkirche des Malteserordens. Im Boden des Kirchenschiffes sind etwa 400 Marmorgrabplatten von Rittern des Johanniterordens eingelassen, die Wände sind mit großen Teppichen behängt. In einem Nebenraum befindet sich das Gemälde Die Enthauptung Johannes des Täufers von Caravaggio. |
| Il-Belt Valletta      | 2          | Apostel Paulus                                     | Independence Square (Pjazza Indipendenza)                            | Church of England                                     | Prokathedrale St. Paulus                                                               | 1844                                                                 |                              | Kirche mit zeitweiligem Kathedralen-Status, gehört zur Diözese Gibraltar in Europa der Anglikanischen Kirche von England. |
| Il-Belt Valletta      | 3          | Our Lady of Fair Havens & St. Dominik              | Merchant Street (Triq il-Merkanti)                                   | r.-k.                                                 | Basilika St. Dominikus (Valletta)                                                      |                                                                      |                              | |
| Il-Belt Valletta      | 3          | Unsere Liebe Frau auf dem Berge Karmel             | Old Theatre Street (Triq it-Teatru il-Qadim)                         | r.-k.                                                 | Karmeliterkirche                                                                       |                                                                      | Gerolamo Tassar              | |
| Il-Belt Valletta      | 4          | St Paul Shipwrecked                                | St. Paul Street (Triq San Pawl)                                      | r.-k.                                                 | Collegiate Parish Church of St Paul's Shipwreck                                        |                                                                      |                              | |
| Valletta              | 5          | St Augustinus                                      | Old Bakeries Street (Triq l-Ifran)                                   | r.-k.                                                 | Pfarrkirche St. Augustinus                                                             |                                                                      |                              | |
| Il-Belt Valletta      | 9          | St. Anna                                           | In the Fortifications of Fort St Elmo                                | r.-k.                                                 |                                                                                        |                                                                      |                              | |
| Il-Belt Valletta      | 9          | St. Anna                                           | Fort St Elmo, courtyard                                              | r.-k.                                                 |                                                                                        |                                                                      |                              | |
| Il-Belt Valletta      | 9          | St. Barbara                                        | Republic Street (Triq ir-Repubblika)                                 | r.-k.                                                 | Church of St Barbara, Valletta                                                         |                                                                      |                              | |
| Il-Belt Valletta      | 9          | Hl. Katharina von Alexandrien                      | Misrah il-Vittorja                                                   | r.-k.                                                 | Church of St Catherine of Italy                                                        |                                                                      |                              | |
| Il-Belt Valletta      | 9          | Christ the Redeemer                                | St Christopher Street (Triq San Kristofru)                           | r.-k.                                                 | Christ the Redeemer Church                                                             |                                                                      |                              | |
| Il-Belt Valletta      | 9          | Beschneidung des Herrn                             | Merchant Street (Triq Merkanti)                                      | r.-k.                                                 | Jesuitenkirche (Valletta)                                                              |                                                                      |                              | |
| Il-Belt Valletta      | 6          | St. Andreas                                        | South Street/Old Bakery Street (Triq Nofsinhar/Triq l-Ifran)         | Church of Scotland/ Methodist Church of Great Britain | St. Andrew’s Scot's Church, Malta der evangelisch-ökumenischen Andreas-Gemeinde        |                                                                      |                              | Die Kapelle in der ersten Etage dient der evangelischen Andreas-Gemeinde zu Andachten. Auf dem Nebengrundstück erhebt sich das St Andrew’s Andreas House. |
| Il-Belt Valletta      | 9          | Hl. Franz von Assisi                               | Republic Street (Triq ir-Repubblika)                                 | r.-k.                                                 | Franziskuskirche (Valletta)                                                            | 1598                                                                 | Gregorio Caraffa             | Mehrfach umgestaltet und erweitert. |
| Il-Belt Valletta      | 9          | St. Georg                                          | Merchant Street (Triq il-Merkanti)                                   | griech.-orthod.                                       | Church of St George, Valletta                                                          |                                                                      |                              | |
| Il-Belt Valletta      | 9 entweiht | St. Georg                                          | Castille Square (Pjazza Kastilja)                                    | früher: Church of England                             |                                                                                        |                                                                      |                              | |
| Il-Belt Valletta      | 9          | St. Jakob der Ältere                               | Merchant Street (Triq il-Merkanti)                                   | r.-k.                                                 | Church of St James, Valletta                                                           |                                                                      |                              | |
| Il-Belt Valletta      | 9          | St. Lucia                                          | East Street (Triq il-Lvant)                                          | r.-k.                                                 | Church of St Lucy, Valletta                                                            |                                                                      |                              | |
| Il-Belt Valletta      | 9          | Gottesmutter Maria                                 | St John Street (Triq San Ġwann)                                      | r.-k.                                                 | Franciscan Church of St Mary of Jesus                                                  |                                                                      |                              | |
| Il-Belt Valletta      | 9          | Maria Magdalena                                    | Merchant Street / North Street (Triq il-Merkanti/Triq it-Tramuntana) | r.-k.                                                 | Church of St Mary Magdalene, Valletta                                                  |                                                                      |                              | |
| Il-Belt Valletta      | 9          | St. Nikolaus                                       | Merchant Street (Triq il-Merkanti)                                   | griech.-kath.                                         | St.-Nikolai-Kirche (Valletta)                                                          |                                                                      |                              | |
| Il-Belt Valletta      | 9          | Our Lady of Damascus                               | Archbishop Street (Triq l-Arċisqof)                                  | melkitisch griech.-kath.                              | Kirche Unserer Lieben Frau von Damaskus                                                |                                                                      |                              | |
| Il-Belt Valletta      | 9          | Our Lady of Liesse                                 | Quarry Wharf (Xatt il-Barrieri)                                      | r.-k.                                                 | Church of Our Lady of Liesse                                                           |                                                                      |                              | |
| Il-Belt Valletta      | 6          | Sacra Infermeria                                   | Mediterranean Conference Centre, Triq l-Isptar                       | r.k.                                                  | Kapelle Holy Infirmary                                                                 | 1574                                                                 |                              | Die Kapelle ist Bestandteil eines Ende des 16. Jh. von den Malteser Ordensrittern errichteten Hospitals, das alle Bedürftigen – egal ob Sklaven, Frauen oder Nicht-Katholiken – behandelte. Das Hospital dient inzwischen als Konferenzzentrum. |
| Il-Belt Valletta      | 6          | Our Lady of Mercy                                  |                                                                      | r.k. entweiht                                         |                                                                                        | 1619                                                                 |                              | Die Kapelle wurde im Auftrag des Ritters Fra Giorgio Nibbia errichtet, 1731 umgebaut im Barock-Stil. Im Jahr 1852 dekorierte man die Wände und Gewölbe der Krypta mit den Gebeinen des aufgelassenen Friedhofs der im benachbarten Hospital Infermeria Verstorbenen. Seitdem wurde das kleine Gotteshaus auch Bone Chapel genannt. Im ZWK zerstörten im Jahr 1941 Bombenabwürfe den oberirdischen Teil des Hauses, der in den 1970er Jahren abgerissen wurde, die Krypta blieb erhalten. |
| Il-Belt Valletta      | 9          | Unsere Liebe Frau auf dem Pfeiler                  | West Street (Triq il-Punent)                                         | r.-k.                                                 | Church of Our Lady of Pilar, Valletta                                                  |                                                                      |                              | |
| Il-Belt Valletta      | 9          | Mariä Geburt                                       | Victory Square (Pjazza Vitorja)                                      | r.-k.                                                 | Our Lady of Victory Church                                                             | 1366                                                                 |                              | Auf Erlass des Großmeisters Jean de la Valette errichtet. In den 2010er Jahren wurde das Innere durch die Denkmalstiftung Dín l-Art Ħelwa mit finanzieller Unterstützung der Alfred-Mizzi-Stiftung umfassend restauriert. Enthält unter anderem einen Hochaltar, mit verschiedenfarbigem Marmor verziert, und Hochreliefs in den Gewölbebögen rund um die vier Altäre. |
| Il-Belt Valletta      | 9          | Presentation of Mary St Catherine’s                | Republic Street (Triq ir-Repubblika)                                 | r.-k.                                                 |                                                                                        |                                                                      |                              | |
| Il-Belt Valletta      | 9          | St. Rochus                                         | St Ursula Street (Triq Sant’ Ursula)                                 | r.-k.                                                 |                                                                                        |                                                                      |                              | |
| Il-Belt Valletta      | 9          | S. Ursula                                          | St Ursula Street (Triq Sant’ Ursula)                                 | r.-k.                                                 |                                                                                        |                                                                      |                              | |
| Il-Belt Valletta      | 9 Synagoge | Alte Synagoge                                      |                                                                      | jüdisch                                               |                                                                                        | 14. Jh. – 1979                                                       |                              | Die hier seit dem 17. Jh. nachgewiesene Alte Synagoge wurde 1979 abgerissen, dafür errichtete die Gemeinde in der Stadt Xbiex einen im Jahr 2000 eingeweihten Neubau. |
|                       | 9 entweiht |                                                    | Castille Square                                                      | –                                                     | ehemalige Garnisonkirche                                                               | 1857                                                                 | T. M. Ellis                  | Bis 1950 diente sie den Armeeangehörigen in Valletta für Gottesdienste. Danach wurde das Kirchengebäude von der Stadtverwaltung für kulturelle Zwecke, als Postgebäude und als Seefahrt-Schule verwendet. Im Jahr 1990 hat die Börse Malta das Gebäude gekauft, es umfassend restauriert und nutzt es seit 1992 als Börsengebäude. |
| Il-Belt Valletta      | 9          |                                                    | Old Bakery Street 210                                                | ev.                                                   | Protestant Church of Germany                                                           |                                                                      |                              | |
| Ta’ Xbiex             | 5          | Johannes vom Kreuz                                 | Sir Temi Zammit Avenue (Vjal Sir Temi Zammit)                        | r.-k.                                                 |                                                                                        |                                                                      |                              | |
| Ta’ Xbiex             | 9 Synagoge |                                                    | Florida Mansions #1, Enrico Mizzi Street                             | jüdisch                                               |                                                                                        | 2000                                                                 |                              | Ersatzbau für die erste Synagoge, die in Valletta stand. Etwa 200 Juden gibt es in ihrem Einzugsbereich. |
| Ħaż-Żabbar            | 5          | Unsere Liebe Frau                                  | Sanctuary Street (Triq is-Santwarju)                                 | r.-k.                                                 | Our Lady of Graces                                                                     | 1641                                                                 |                              | |
| Ħaż-Żabbar            | 9          | St. Andreas                                        | Alessio Erardi Street (Triq Alessio Erardi)                          | r.-k.                                                 |                                                                                        |                                                                      |                              | |
| Ħaż-Żabbar            | 9          | Verkündigung des Herrn                             | Main Street (Triq il-Kbira)                                          | r.-k.                                                 |                                                                                        |                                                                      |                              | |
| Ħaż-Żabbar            | 6          | Mariä Himmelfahrt Tal-Indirizz                     | St Mary’s Street (Triq Santa Marija)                                 | r.-k.                                                 | Marienkapelle                                                                          |                                                                      |                              | |
| Ħaż-Żabbar            | 9          | St. Dominikus                                      | Alessio Erardi Street (Triq Alessio Erardi)                          | r.-k.                                                 |                                                                                        |                                                                      |                              | |
| Ħaż-Żabbar            | 9          | St. Jakob der Ältere Filiale von Żabbar parish     | Church Street (Triq il-Knisja), Ix-Xgħajra                           | r.-k.                                                 |                                                                                        |                                                                      |                              | |
| Ħaż-Żabbar            | 9          | Heiliges Kreuz                                     | Alessio Erardi Street (Triq Alessio Erardi)                          | r.-k.                                                 |                                                                                        |                                                                      |                              | |
| Ħaż-Żabbar            | 9          | St. Joseph                                         | Hompesch Arch Road (Triq il-Mina ta' Hompesch)                       | r.-k.                                                 |                                                                                        |                                                                      |                              | |
| Ħaż-Żabbar            | 9          | St. Leonhard                                       | St Leonard Street (Triq San Annard)                                  | r.-k.                                                 |                                                                                        |                                                                      |                              | |
| Ħaż-Żabbar            | 9          | Mariä Geburt                                       | Qoton Street (Triq il-Qoton)                                         | r.-k.                                                 |                                                                                        |                                                                      |                              | |
| Ħaż-Żabbar            | 9          | Nazareth                                           | Fewdu Street (Triq il-Fewdu)                                         | r.-k.                                                 |                                                                                        |                                                                      |                              | |
| Ħaż-Żabbar            | 9          | St. Nikolaus                                       | St Leonard Street (Triq San Leonardu)                                | r.-k.                                                 |                                                                                        |                                                                      |                              | |
| Ħaż-Żabbar            | 9          | Our Lady of Tal-Plier                              | Tal-Plier Zone                                                       | r.-k.                                                 |                                                                                        |                                                                      |                              | |
| Ħaż-Żabbar            | 9          | Ursuline Sisters                                   | Main Street (Triq il-Kbira)                                          | r.-k.                                                 |                                                                                        |                                                                      |                              | |
| Ħaż-Żabbar            | 9          | St. Andreas                                        |                                                                      | r.-k.                                                 |                                                                                        |                                                                      |                              | |
| Ħaż-Żebbuġ            | 5          | St. Philippus                                      | Parish Street (Triq il-Parroċċa)                                     | r.-k.                                                 | Church of St Philip of Agira, Ħaż-Żebbuġ                                               |                                                                      |                              | |
| Ħaż-Żebbuġ            | 5          | Maria von den Engeln                               | Angels Street (Triq tal-Anġli)                                       | r.-k.                                                 | St. Mary                                                                               |                                                                      |                              | |
| Ħaż-Żebbuġ            | 9          | Heiligstes Herz Jesu                               | Mdina Road (Triq l-Imdina)                                           | r.-k.                                                 |                                                                                        |                                                                      |                              | |
| Ħaż-Żebbuġ            | 9          | Verkündigung des Herrn                             | Main Street (Triq il-Kbira)                                          | r.-k.                                                 |                                                                                        |                                                                      |                              | |
| Ħaż-Żebbuġ            | 9          | Mariä Himmelfahrt                                  | St Mary Street (Triq Santa Marija), Ħal-Muxi                         | r.-k.                                                 |                                                                                        |                                                                      |                              | |
| Ħaż-Żebbuġ            | 9          | Ħal Mula                                           | Ħal Mula Street (Triq Ħal Mula)                                      | r.-k.                                                 |                                                                                        |                                                                      |                              | |
| Ħaż-Żebbuġ            | 9          | Unbefleckte Empfängnis                             | Main Street (Triq il-Kbira)                                          | r.-k.                                                 |                                                                                        |                                                                      |                              | |
| Ħaż-Żebbuġ            | 9          | St. Jakob der Ältere                               | 12 May Street (Triq it-12 ta' Mejju)                                 | r.-k.                                                 |                                                                                        |                                                                      |                              | |
| Ħaż-Żebbuġ            | 9          | St. Joseph                                         | Hospital Square (Misrah l-Isptar)                                    | r.-k.                                                 |                                                                                        |                                                                      |                              | |
| Ħaż-Żebbuġ            | 9          | Unsere Liebe Frau der Armen Seelen                 | Madonna Street (Triq il-Madonna)                                     | r.-k.                                                 | Kappella tal-Madonna tal-abbandunati                                                   |                                                                      |                              | |
| Ħaż-Żebbuġ            | 9          | Our Lady of Graces                                 | Grace Street (Triq tal-Grazzja)                                      | r.-k.                                                 |                                                                                        |                                                                      |                              | |
| Ħaż-Żebbuġ            | 9          | Our Lady of Light                                  | Light Street (Triq tad-Dawl)                                         | r.-k.                                                 |                                                                                        |                                                                      |                              | |
| Ħaż-Żebbuġ            | 9          | Mater Dolorosa                                     | Main Street (Triq il-Kbira)                                          | r.-k.                                                 |                                                                                        |                                                                      |                              | |
| Ħaż-Żebbuġ            | 9          | St. Rochus                                         | Main Street (Triq il-Kbira)                                          | r.-k.                                                 | Chapel of St Roque                                                                     | 1592                                                                 |                              | |
| Ħaż-Żebbuġ            | 9          | Mariä Heimsuchung                                  | Qirda Valley (Wieq Qrida)                                            | r.-k.                                                 |                                                                                        |                                                                      |                              | |
| Iż-Żejtun             | 5          | Hl. Katherina von Alexandrien                      | Republic Square (Misraħ ir-Repubblika)                               | r.-k.                                                 | St. Katharinen-Kirche Zejtun                                                           |                                                                      |                              | |
| Iż-Żejtun             | 9          | Mariä Himmelfahrt Ħal Tmin                         | Triq Wied iz-Ziju                                                    | r.-k.                                                 |                                                                                        |                                                                      |                              | |
| Iż-Żejtun             | 9          | St. Angelus                                        | Carlo Diacono Square (Misraħ Karlu Diacono)                          | r.-k.                                                 |                                                                                        |                                                                      |                              | |
| Iż-Żejtun             | 9          | Allerheiligstes Sakrament Oratory                  | Republic Square (Pjazza Repubblika)                                  | r.-k.                                                 |                                                                                        |                                                                      |                              | |
| Iż-Żejtun             | 9          | Hl. Katherina von Alexandrien                      | St. Gregory’s Street (Triq San Girgor), St. Gregory Estate area      | r.-k.                                                 | Knisja ta' Santa Katerina l-Antika, St. Catherine’s Old Church, auch St Gregory Church |                                                                      |                              | |
| Iż-Żejtun             | 9          | St. Clemens                                        | St Clement Street (Triq San Klement)                                 | r.-k.                                                 |                                                                                        |                                                                      |                              | |
| Iż-Żejtun             | 9          | Ġebel San Martin                                   | Bishop F. Mattei street (Triq l-Isqof F. Mattei)                     | r.-k.                                                 |                                                                                        |                                                                      |                              | |
| Iż-Żejtun             | 9          | Heiliger Geist                                     | Holy Spirit Street (Triq l-Spirtu s-Santu)                           | r.-k.                                                 |                                                                                        |                                                                      |                              | |
| Iż-Żejtun             | 9          | Jesus von Nazaret                                  | St Gregory Street (Triq San Girgor)                                  | r.-k.                                                 |                                                                                        |                                                                      |                              | |
| Iż-Żejtun             | 9          | St. Nikolaus                                       | Xrobb l-Għagin Street (Triq Xrobb l-Għagin), Ħal-Ġinwi               | r.-k.                                                 | Chapel of St Nicholas, Żejtun                                                          |                                                                      |                              | |
| Iż-Żejtun             | 9          | Our Lady in Child Birth                            | St Mary Street (Triq Santa Marija)                                   | r.-k.                                                 |                                                                                        |                                                                      |                              | |
| Iż-Żejtun             | 9          | Maria, Mutter vom Guten Rat                        | Bon Kunsill Street (Triq il-Bon Kunsill)                             | r.-k.                                                 |                                                                                        |                                                                      |                              | |
| Iż-Żejtun             | 9          | Maria Schutz                                       | Our Lady of Mercy Street (Triq il-Madonna tal-Ħniena), Bir id-Deheb  | r.-k.                                                 |                                                                                        |                                                                      |                              | |
| Iż-Żejtun             | 9          | Unbeflecktes Herz Mariä Tas-Sinjura                | Our Lady of Mercy Street (Triq il-Madonna tal-Ħniena)                | r.-k.                                                 |                                                                                        |                                                                      |                              | |
| Iż-Żejtun             | 9          | Verklärung des Herrn                               | Saviour Street (Triq is-Salvatur)                                    | r.-k.                                                 |                                                                                        |                                                                      |                              | |
| Iż-Żejtun             | 9          | Żejtun Home                                        | Daħla ta' San Tumas Street (Triq id-Daħla ta' San Tumas)             | r.-k.                                                 | Gemeindehaus Zejtun                                                                    | 1994                                                                 |                              | Das Haus entstand in Public Private Partnership zwischen der Regierung und der CareMalta Group. Es verfügt über drei Etagen und einen schönen Innenhof, einen privaten Garten und eine hauseigene Kapelle, in der täglich Messen abgehalten werden. Der Komplex ist ein Tagestreff für Bedürftige, die hier auch Speisen erhalten. |
| Iż-Żurrieq            | 5          | Hl. Katharina von Alexandrien                      | Republic Square (Pjazza Repubblika)                                  | r.-k.                                                 | St.-Katharinen-Kirche (Zurrieq)                                                        |                                                                      |                              | |
| Iż-Żurrieq            | 9          | Hl. Agatha                                         | St Agatha Street (Triq Sant’ Agata)                                  | r.-k.                                                 | St Agatha's Chapel, Żurrieq                                                            |                                                                      |                              | |
| Iż-Żurrieq            | 9          | St. Andreas                                        | Żurrieq Street (Triq iż-Żurrieq)                                     | r.-k.                                                 | St Andrew’s Chapel, Żurrieq                                                            |                                                                      |                              | |
| Iż-Żurrieq            | 9          | Verkündigung des Herrn                             | Żurrieq Street (Triq iż-Żurrieq), Ħal-Millieri                       | r.-k.                                                 | Verkündigungskapelle von Ħal-Millieri                                                  | 1480                                                                 |                              | |
| Iż-Żurrieq            | 9          | Mariä Himmelfahrt                                  | St Mary Street (Triq Santa Marija), Bubaqra                          | r.-k.                                                 | St Mary's Church, Żurrieq                                                              |                                                                      |                              | |
| Iż-Żurrieq            | 9          | St. Bartholomäus                                   | St Bartholomew Street (Triq San Bartilmew)                           | r.-k.                                                 | St Bartholomew’s Chapel, Żurrieq                                                       |                                                                      |                              | |
| Iż-Żurrieq            | 9          | Unbefleckte Empfängnis                             | Immaculate Conception Street (Triq il-Kuncizzjoni), In-Nigret        | r.-k.                                                 | Kirche der Unbefleckten Empfängnis                                                     |                                                                      |                              | |
| Iż-Żurrieq            | 9          | St. Jakob der Ältere                               | Main Street (Triq il-Kbira)                                          | r.-k.                                                 | St James's Church, Żurrieq                                                             |                                                                      |                              | |
| Iż-Żurrieq            | 6          | St. Johannes der Evangelist                        | Żurrieq Street (Triq iż-Żurrieq), Ħal-Millieri                       | r.-k.                                                 | Kapelle St. Johannes                                                                   | 1481                                                                 |                              | |
| Iż-Żurrieq            | 9          | Hl. Johannes XXIII. Laboratorju tal-Paci           | Ħal Far Street (Triq Ħal Far)                                        | r.-k.                                                 |                                                                                        |                                                                      |                              | |
| Iż-Żurrieq            | 6          | Leo der Große                                      | Żurrieq Cemetery, Bubaqra                                            | r.-k.                                                 | Chapel of St Leo, Żurrieq                                                              |                                                                      |                              | Friedhofskapelle |
| Iż-Żurrieq            | 6          | St. Lukas                                          | St Luke Street (Triq San Luqa)                                       | r.-k.                                                 | Kapelle St. Lukas                                                                      |                                                                      |                              | |

### Inseln Gozo und Comino
| Stadt                        | Status        | Widmung                                          | Adresse                                                                                | Konfession         | Name der Kirche                                                                       | Jahr         | Baumeister                        | Bemerkungen / Foto |
| ---------------------------- | ------------- | ------------------------------------------------ | -------------------------------------------------------------------------------------- | ------------------ | ------------------------------------------------------------------------------------- | ------------ | --------------------------------- | --- |
| Il-Fontana                   | 5             | Heiligstes Herz Jesu                             | Gozo und Comino, Spring Street (Triq tal-Għajn)                                        | röm.-kath.         | Knisja Parrokjali tal-Qalb ta' Ġesu (Kirche zum Heiligsten Herzen Jesu)               | 1904 (Weihe) |                                   | |
| Għajnsielem                  | 4             | Unsere Liebe Frau von Loreto                     | Gozo und Comino, Triq Il-Ġnien                                                         | röm.-kath.         | Church of Our Lady of Loreto (Old Parish Church)                                      | 1820         |                                   | |
| Għajnsielem                  | 5             | Hl. Anthonius von Padua                          | Gozo und Comino, St. Anthony Street (Triq Sant’ Antnin)                                | röm.-kath.         |                                                                                       |              |                                   | |
| Għajnsielem                  | 9 Kapelle     | St. Cäcilia                                      | Gozo und Comino, Lambert Street (Triq ta' Lambert)                                     | ehemals röm.-kath. | Il-Kappella ta’ Santa Ċeċilja (Santa Cecilia Chapel)                                  | 1540         |                                   | 1644 entweiht |
| Għajnsielem                  | 9             | Unsere Liebe Frau von Lourdes                    | Gozo und Comino, Triq Ix-Xatt                                                          | röm.-kath.         |                                                                                       |              |                                   | |
| L-Għarb                      | 3             | Mariä Heimsuchung                                | Gozo und Comino, Trux Street (Triq Tat-Trux)                                           | röm.-kath.         | Basilica of the Visitation, Għarb                                                     |              |                                   | |
| L-Għarb                      | 3             | Our Lady of Ta' Pinu                             | Gozo und Comino, Ta' Pinu area                                                         | röm.-kath.         | Basilika ta’ Pinu                                                                     | 1931         |                                   | Wichtigstes Marienheiligtum Maltas und Nationalheiligtum. In einer kleinen Kapelle aus dem 16. Jahrhundert an dieser Stelle hörte am 22. Juni 1883 die Bäuerin Carmela Ghrima die Stimme Marias. Die neue große Kirche wurde ab 1920 gebaut und 1932 vom Papst zur Basilika geweiht. Die Bäuerin liegt hier begraben. Die Kirche im neoromanischen Stil beinhaltet im Innenraum 6 Mosaike, Fenster in 76 Farben und zahlreiche Votivgaben. Der Glockenturm hat eine Höhe von 61 Metern. |
| L-Għarb                      | 9             | Mariä Heimsuchung                                | Gozo und Comino, St Peter Street (Triq San Pietru)                                     | röm.-kath.         | (Old Parish Church)                                                                   |              |                                   | |
| L-Għarb                      | 9             | St. Demetrius                                    | Gozo und Comino, Ta' Birbuba                                                           | röm.-kath.         | St Dimitri Chapel, Għarb                                                              |              |                                   | |
| L-Għarb                      | 9             | St. Publius                                      | Gozo und Comino, St Publius Street (Triq San Publiju)                                  | röm.-kath.         |                                                                                       |              |                                   | |
| L-Għasri                     | 5             | Corpus Christi                                   | Gozo und Comino, Our Saviour’s Square (Pjazza Salvatur)                                | röm.-kath.         | Pfarrkirche Corpus Christi (Għasri)                                                   |              |                                   | |
| L-Għasri                     | 7             | Göttlicher Heiland                               |                                                                                        | röm.-kath.         | Christ the Saviour Church                                                             |              |                                   | Christ the Saviour in Għasri |
| L-Għasri                     | 5             | Unsere Liebe Frau                                | Gozo und Comino, Church Street (Triq il-Knisja)                                        | röm.-kath.         |                                                                                       |              |                                   | |
| Ta' Kerċem                   | 5             | Gregor der Große and Our Lady of Soccorso        | Gozo und Comino, St. Gregory Street (Triq San Girgor)                                  | röm.-kath.         | Kirche St. Gregor und Unsere Liebe Frau von Soccorso                                  |              |                                   | |
| Ta' Kerċem                   | 9             | St. Lucia                                        | Gozo und Comino, St Lucy Square (Pjazza Santa Luċija), Santa Luċija hamlet             | röm.-kath.         | St. Lucia                                                                             |              |                                   | |
| Il-Munxar                    | 5             | Apostel Paulus                                   | Gozo und Comino, 12 December Street (Triq it-Tnax ta' Diċembru)                        | röm.-kath.         | Apostel-Paul-Kirche                                                                   |              |                                   | |
| Il-Munxar                    | 9             | Unsere Liebe Frau auf dem Berge Karmel           | Gozo und Comino, Xlendi                                                                | röm.-kath.         | Church of Our Lady of the mount Carmel                                                |              |                                   | |
| In-Nadur                     | 3             | St. Peter and St Paul                            | Gozo und Comino, 28. April 1688 Square (Pjazza t-28 ta' April, 1688)                   | röm.-kath.         | Peter-und-Paul-Basilika                                                               | 1760         | Giuseppe Bonniċi (* 1707; † 1779) | St. Peter and St. Paul in Nadur |
| Il-Qala                      | 5             | St. Joseph                                       | Gozo und Comino, St. Joseph Square (Pjazza San Ġużepp)                                 | röm.-kath.         | St. Joseph                                                                            |              |                                   | |
| Il-Qala                      | 9             | Unbefleckte Empfängnis Tal-Blat                  | Gozo und Comino, Immaculate Conception Street (Triq il-Kuncizzjoni), Ħondoq ir-Rummien | röm.-kath.         |                                                                                       |              |                                   | |
| Ir-Rabat, Għawdex (Victoria) | 3             | St. Georg                                        | Gozo und Comino, St George’s Square (Pjazza San Ġorġ)                                  | röm.-kath.         | Basilika San Ġorġ (Victoria)                                                          | 1678         |                                   | Den Beinamen „Goldene Basilika“ erhielt sie aufgrund des reich mit Gold geschmückten Innenraumes. |
| Ir-Rabat, Għawdex (Victoria) | 1             | Mariä Himmelfahrt                                | Gozo und Comino, Zitadelle Gozo                                                        | röm.-kath.         | Knisja Katidrali ta’ Għawdex (Cathedral of the Assumption of the Blessed Virgin Mary) | 1711         | Lorenzo Gafà                      | Ehemalige Klosterkirche der Johanniter auf Gozo Steht innerhalb der befestigten Zitadelle. Wurde anstelle eines ehemaligen römischen Tempels errichtet und besitzt eine Trompe-l’œil-Deckenmalerei, die den Eindruck einer Kuppel vermittelt, und im Boden eingelassene Grabsteine. Heute Kathedrale des Bistums Gozo. |
| Ir-Rabat, Għawdex (Victoria) | 9             | Verkündigung des Herrn                           | Gozo und Comino, Lunzjata Valley (Wied il-Lunzjata)                                    | röm.-kath.         | Annunciation Chapel, Victoria                                                         |              |                                   | |
| Ir-Rabat, Għawdex (Victoria) | 9             | St. Augustinus                                   | Gozo und Comino, St. Augustine Square (Pjazza Santu Wistin)                            | röm.-kath.         | Church of St Augustine, Victoria Gozo                                                 |              |                                   | |
| Ir-Rabat, Għawdex (Victoria) | 9             | St. Barbara                                      | Gozo und Comino, Zitadelle Gozo                                                        | röm.-kath.         |                                                                                       |              |                                   | |
| Ir-Rabat, Għawdex (Victoria) | 9 nie geweiht | St. Benedict Joseph Labre                        | Gozo Region, Fortunato Mizzi Street (Triq Fortunato Mizzi)                             |                    |                                                                                       |              |                                   | |
| Ir-Rabat, Għawdex (Victoria) | 9             | Cana Movement                                    | Gozo und Comino, Fortunato Mizzi Street (Triq Fortunato Mizzi)                         | röm.-kath.         |                                                                                       |              |                                   | |
| Ir-Rabat, Għawdex (Victoria) | 9             | Hl. Franz von Assisi                             | Gozo und Comino, St Francis Square (Pjazza San Franġisk)                               | röm.-kath.         | Church of St Francis, Victoria Gozo, Church of the Franciscan Conventuals             | 1492         |                                   | Nach Errichtung der Kirche wurde sie zunächst auf St. Markus geweiht. Im Jahr 1535 erhielt sie die Weihe auf Franz von Assisi. Im 17. Jh. erfuhr das Gotteshaus einen Komplettumbau. Im Jahr 1890 musste das Kirchengebäude wegen starker Bauschäden geschlossen werden und wurde in den folgenden Jahren grunderneuert, 1906 wurde die Kirche neu geweiht. |
| Ir-Rabat, Għawdex (Victoria) | 9             | Guter Hirte                                      | Gozo und Comino, 31 March Street (Triq 31 ta' Marzu)                                   | röm.-kath.         |                                                                                       |              |                                   | |
| Ir-Rabat, Għawdex (Victoria) | 9             | Heilige Familie                                  | Gozo und Comino, Tal-Ibraġġ Hospital                                                   | röm.-kath.         |                                                                                       |              |                                   | |
| Ir-Rabat, Għawdex (Victoria) | 9             | Unbefleckte Empfängnis Seminary                  | Gozo und Comino, Enrico Mizzi Street (Triq Enrico Mizzi)                               | röm.-kath.         |                                                                                       |              |                                   | |
| Ir-Rabat, Għawdex (Victoria) | 9             | Unbeflecktes Herz Mariä                          | Gozo und Comino, Palm Street (Triq Palma)                                              | röm.-kath.         |                                                                                       |              |                                   | |
| Ir-Rabat, Għawdex (Victoria) | 9             | St. Jakob der Ältere                             | Gozo und Comino, Independence Square (Pjazza Indipendenza)                             | röm.-kath.         | Church of St James, Victoria Gozo                                                     |              |                                   | |
| Ir-Rabat, Għawdex (Victoria) | 9             | St. Joseph                                       | Gozo Region, Zitadelle Gozo                                                            | röm.-kath.         |                                                                                       |              |                                   | |
| Ir-Rabat, Għawdex (Victoria) | 9             | Hl. Martha Tal-Għonq                             | Gozo und Comino, Archbishop Pietru Pace Street (Triq l-Arcisqof Pietru Pace)           | röm.-kath.         |                                                                                       |              |                                   | |
| Ir-Rabat, Għawdex (Victoria) | 9             | Maria, Hilfe der Christen St John Bosco          | Gozo und Comino, Don Bosco Oratory, St Augustine Square                                | röm.-kath.         |                                                                                       |              |                                   | |
| Ir-Rabat, Għawdex (Victoria) | 9             | Maria, Hilfe der Christen                        | Gozo und Comino, Republic Street (Triq ir-Repubblika)                                  | röm.-kath.         |                                                                                       |              |                                   | |
| Ir-Rabat, Għawdex (Victoria) | 9             | Nazareth                                         | Gozo und Comino, St Domenica Street (Triq Santa Duminka)                               | röm.-kath.         |                                                                                       |              |                                   | |
| Ir-Rabat, Għawdex (Victoria) | 9             | Mariä Geburt Ta' Savina                          | Gozo und Comino, Savina Square (Pjazza Savina)                                         | röm.-kath.         | Church of the Nativity of Our Lady (Savina)                                           |              |                                   | |
| Ir-Rabat, Għawdex (Victoria) | 9             | Unsere Liebe Frau                                | Gozo und Comino, Capuchines Road (Triq il-Kapuċċini)                                   | röm.-kath.         |                                                                                       |              |                                   | |
| Ir-Rabat, Għawdex (Victoria) | 9             | Our Lady of Manresa                              | Gozo und Comino, St Domenica Street (Triq Santa Duminka)                               | röm.-kath.         |                                                                                       |              |                                   | |
| Ir-Rabat, Għawdex (Victoria) | 9             | Unsere Liebe Frau auf dem Berge Karmel Ta' Ħamet | Gozo und Comino, Ta' Ħamet Street (Triq Ta' Ħamet)                                     | röm.-kath.         | Church of Our Lady of the mount Carmel                                                |              |                                   | |
| Ir-Rabat, Għawdex (Victoria) | 9             | Our Lady of Pompei                               | Gozo Region, Anton Tabone Street (Triq Anton Tabone)                                   | röm.-kath.         | Our Lady of Pompei Church, Victoria, Gozo                                             |              |                                   | |
| Ir-Rabat, Għawdex (Victoria) | 9             | Heiligstes Herz Jesu                             | Gozo und Comino, Gozo General Hospital                                                 | röm.-kath.         |                                                                                       |              |                                   | |
| San Lawrenz                  | 5             | St. Laurentius                                   | Gozo und Comino, St. Lawrence Square (Pjazza San Lawrenz)                              | röm.-kath.         |                                                                                       |              |                                   | |
| San Lawrenz                  | 9             | Hl. Anna                                         | Gozo und Comino, Dwejra                                                                | röm.-kath.         |                                                                                       |              |                                   | |
| Ta' Sannat                   | 5             | St. Margareta                                    | Gozo und Comino, Ta' Cenc Road (Triq Ta' Ċenċ)                                         | röm.-kath.         | Church of St Margaret, Sannat                                                         |              |                                   | |
| Ix-Xagħra                    | 3             | Mariä Geburt                                     | Gozo und Comino, Victory Square (Pjazza Vitorja)                                       | röm.-kath.         | Church of The Nativity of Our Lady                                                    |              |                                   | |
| Ix-Xagħra                    | 9             | St. Antonius der Große                           | Gozo und Comino, St Anthony Street (Triq San Anton)                                    | röm.-kath.         |                                                                                       |              |                                   | |
| Ix-Xagħra                    | 9             | Jesus von Nazaret                                | Gozo und Comino, Gnien Xibla Street (Triq Gnien Xibla)                                 | röm.-kath.         | Church of Jesus of Nazareth                                                           |              |                                   | |
| Ix-Xewkija                   | 5             | Johannes der Täufer                              | Gozo und Comino, St. John the Baptist Square (Pjazza San Ġwann Battista)               | röm.-kath.         | Rotunda of Xewkija                                                                    | 1978         |                                   | Mit einem Kuppeldurchmesser von 27 m und einem Kuppelgewicht von 45.000 t ist sie angeblich die größte Kuppelkirche Europas. Mit 78 m Höhe hat sie die dritthöchste Kuppel von Europa. Die Bürger von Mosta argumentieren, dass ihre Rotunde, gemessen am Volumen, noch größer sei. Wurde ab 1952 um eine ältere Kirche von 1678 herumgebaut, welche später aber abgerissen wurde, und besitzt eine Kanzel von Mattia Preti.                                                            |
| Ix-Xewkija                   | 9             | Our Lady of Mercy                                | Gozo und Comino, St Bartholomew Street (Triq San Bert)                                 | röm.-kath.         |                                                                                       |              |                                   | |
| Iż-Żebbuġ, Gozo              | 5             | Mariä Himmelfahrt                                | Gozo und Comino, Church Street (Triq il-Knisja)                                        | röm.-kath.         |                                                                                       |              |                                   | |
| Iż-Żebbuġ, Gozo              | 9             | Stella maris                                     | Gozo und Comino, Mons G De Piro Street (Triq Mons G De Piro)                           | röm.-kath.         | Stella-Maris-Church                                                                   |              |                                   | |
| Iż-Żebbuġ, Gozo              | 9             | Apostel Paulus                                   | Gozo und Comino, Marsalforn                                                            | röm.-kath.         |                                                                                       |              |                                   | |

## Christliche Friedhöfe und Katakomben
Auf Malta gibt es bei Rabat die St Agatha’s Catacombs, die auf römische und byzantinische Ursprünge zurückgehen (2. und 3. Jahrtausend). Von den mehr als 60 Gräbertunneln sind 12 jüdische Begräbnisstätten. Während und nach der Zeit der Tempelritter wurden die Katakomben ausgeplündert. Bei einer zentralen Halle wurde auch eine etwas tiefer gelegene Kapelle errichtet.